# Lista di asteroidi (2001-3000)
Di seguito una lista di asteroidi dal numero 2001 al 3000 con data di scoperta e scopritore.

## 2001-2100
| Nome                  | Designazione provvisoria | Data di scoperta  | Scopritore                                             |
| --------------------- | ------------------------ | ----------------- | ------------------------------------------------------ |
| 2001 Einstein         | 1973 EB                  | 5 marzo 1973      | P. Wild                                                |
| 2002 Euler            | 1973 QQ1                 | 29 agosto 1973    | T. M. Smirnova                                         |
| 2003 Harding          | 6559 P-L                 | 24 settembre 1960 | C. J. van Houten, I. van Houten-Groeneveld, T. Gehrels |
| 2004 Lexell           | 1973 SV2                 | 22 settembre 1973 | N. S. Chernykh                                         |
| 2005 Hencke           | 1973 RA                  | 2 settembre 1973  | P. Wild                                                |
| 2006 Polonskaya       | 1973 SB3                 | 22 settembre 1973 | N. S. Chernykh                                         |
| 2007 McCuskey         | 1963 SQ                  | 22 settembre 1963 | Università dell'Indiana                                |
| 2008 Konstitutsiya    | 1973 SV4                 | 27 settembre 1973 | L. I. Chernykh                                         |
| 2009 Voloshina        | 1968 UL                  | 22 ottobre 1968   | T. M. Smirnova                                         |
| 2010 Chebyshev        | 1969 TL4                 | 13 ottobre 1969   | B. A. Burnasheva                                       |
| 2011 Veteraniya       | 1970 QB1                 | 30 agosto 1970    | T. M. Smirnova                                         |
| 2012 Guo Shou-Jing    | 1964 TE2                 | 9 ottobre 1964    | Purple Mountain Observatory                            |
| 2013 Tucapel          | 1971 UH4                 | 22 ottobre 1971   | Università del Cile                                    |
| 2014 Vasilevskis      | 1973 JA                  | 2 maggio 1973     | A. R. Klemola                                          |
| 2015 Kachuevskaya     | 1972 RA3                 | 4 settembre 1972  | L. V. Zhuravleva                                       |
| 2016 Heinemann        | 1938 SE                  | 18 settembre 1938 | A. Bohrmann                                            |
| 2017 Wesson           | A903 SC                  | 20 settembre 1903 | M. F. Wolf                                             |
| 2018 Schuster         | 1931 UC                  | 17 ottobre 1931   | K. Reinmuth                                            |
| 2019 van Albada       | 1935 SX1                 | 28 settembre 1935 | H. van Gent                                            |
| 2020 Ukko             | 1936 FR                  | 18 marzo 1936     | Y. Väisälä                                             |
| 2021 Poincaré         | 1936 MA                  | 26 giugno 1936    | L. Boyer                                               |
| 2022 West             | 1938 CK                  | 7 febbraio 1938   | K. Reinmuth                                            |
| 2023 Asaph            | 1952 SA                  | 16 settembre 1952 | Università dell'Indiana                                |
| 2024 McLaughlin       | 1952 UR                  | 23 ottobre 1952   | Università dell'Indiana                                |
| 2025 Nortia           | 1953 LG                  | 6 giugno 1953     | J. Churms                                              |
| 2026 Cottrell         | 1955 FF                  | 30 marzo 1955     | Università dell'Indiana                                |
| 2027 Shen Guo         | 1964 VR1                 | 9 novembre 1964   | Purple Mountain Observatory                            |
| 2028 Janequeo         | 1968 OB1                 | 18 luglio 1968    | C. Torres, S. Cofré                                    |
| 2029 Binomi           | 1969 RB                  | 11 settembre 1969 | P. Wild                                                |
| 2030 Belyaev          | 1969 TA2                 | 8 ottobre 1969    | L. I. Chernykh                                         |
| 2031 BAM              | 1969 TG2                 | 8 ottobre 1969    | L. I. Chernykh                                         |
| 2032 Ethel            | 1970 OH                  | 30 luglio 1970    | T. M. Smirnova                                         |
| 2033 Basilea          | 1973 CA                  | 6 febbraio 1973   | P. Wild                                                |
| 2034 Bernoulli        | 1973 EE                  | 5 marzo 1973      | P. Wild                                                |
| 2035 Stearns          | 1973 SC                  | 21 settembre 1973 | J. Gibson                                              |
| 2036 Sheragul         | 1973 SY2                 | 22 settembre 1973 | N. S. Chernykh                                         |
| 2037 Tripaxeptalis    | 1973 UB                  | 25 ottobre 1973   | P. Wild                                                |
| 2038 Bistro           | 1973 WF                  | 24 novembre 1973  | P. Wild                                                |
| 2039 Payne-Gaposchkin | 1974 CA                  | 14 febbraio 1974  | Harvard Observatory                                    |
| 2040 Chalonge         | 1974 HA                  | 19 aprile 1974    | P. Wild                                                |
| 2041 Lancelot         | 2523 P-L                 | 24 settembre 1960 | C. J. van Houten, I. van Houten-Groeneveld, T. Gehrels |
| 2042 Sitarski         | 4633 P-L                 | 24 settembre 1960 | C. J. van Houten, I. van Houten-Groeneveld, T. Gehrels |
| 2043 Ortutay          | 1936 TH                  | 12 novembre 1936  | G. Kulin                                               |
| 2044 Wirt             | 1950 VE                  | 8 novembre 1950   | C. A. Wirtanen                                         |
| 2045 Peking           | 1964 TB1                 | 8 ottobre 1964    | Purple Mountain Observatory                            |
| 2046 Leningrad        | 1968 UD1                 | 22 ottobre 1968   | T. M. Smirnova                                         |
| 2047 Smetana          | 1971 UA1                 | 26 ottobre 1971   | L. Kohoutek                                            |
| 2048 Dwornik          | 1973 QA                  | 27 agosto 1973    | E. F. Helin                                            |
| 2049 Grietje          | 1973 SH                  | 29 settembre 1973 | T. Gehrels                                             |
| 2050 Francis          | 1974 KA                  | 28 maggio 1974    | E. F. Helin                                            |
| 2051 Chang            | 1976 UC                  | 23 ottobre 1976   | Harvard Observatory                                    |
| 2052 Tamriko          | 1976 UN                  | 24 ottobre 1976   | R. M. West                                             |
| 2053 Nuki             | 1976 UO                  | 24 ottobre 1976   | R. M. West                                             |
| 2054 Gawain           | 4097 P-L                 | 24 settembre 1960 | C. J. van Houten, I. van Houten-Groeneveld, T. Gehrels |
| 2055 Dvořák           | 1974 DB                  | 19 febbraio 1974  | L. Kohoutek                                            |
| 2056 Nancy            | A909 TB                  | 15 ottobre 1909   | J. Helffrich                                           |
| 2057 Rosemary         | 1934 RQ                  | 7 settembre 1934  | K. Reinmuth                                            |
| 2058 Róka             | 1938 BH                  | 22 gennaio 1938   | G. Kulin                                               |
| 2059 Baboquivari      | 1963 UA                  | 16 ottobre 1963   | Università dell'Indiana                                |
| 2060 Chiron           | 1977 UB                  | 18 ottobre 1977   | C. T. Kowal                                            |
| 2061 Anza             | 1960 UA                  | 22 ottobre 1960   | H. L. Giclas                                           |
| 2062 Aten             | 1976 AA                  | 7 gennaio 1976    | E. F. Helin                                            |
| 2063 Bacchus          | 1977 HB                  | 24 aprile 1977    | C. T. Kowal                                            |
| 2064 Thomsen          | 1942 RQ                  | 8 settembre 1942  | L. Oterma                                              |
| 2065 Spicer           | 1959 RN                  | 9 settembre 1959  | Università dell'Indiana                                |
| 2066 Palala           | 1934 LB                  | 4 giugno 1934     | C. Jackson                                             |
| 2067 Aksnes           | 1936 DD                  | 23 febbraio 1936  | Y. Väisälä                                             |
| 2068 Dangreen         | 1948 AD                  | 8 gennaio 1948    | M. Laugier                                             |
| 2069 Hubble           | 1955 FT                  | 29 marzo 1955     | Università dell'Indiana                                |
| 2070 Humason          | 1964 TQ                  | 14 ottobre 1964   | Università dell'Indiana                                |
| 2071 Nadezhda         | 1971 QS                  | 18 agosto 1971    | T. M. Smirnova                                         |
| 2072 Kosmodemyanskaya | 1973 QE2                 | 31 agosto 1973    | T. M. Smirnova                                         |
| 2073 Janáček          | 1974 DK                  | 19 febbraio 1974  | L. Kohoutek                                            |
| 2074 Shoemaker        | 1974 UA                  | 17 ottobre 1974   | E. F. Helin                                            |
| 2075 Martinez         | 1974 VA                  | 9 novembre 1974   | Felix Aguilar Observatory                              |
| 2076 Levin            | 1974 WA                  | 16 novembre 1974  | Harvard Observatory                                    |
| 2077 Kiangsu          | 1974 YA                  | 18 dicembre 1974  | Purple Mountain Observatory                            |
| 2078 Nanking          | 1975 AD                  | 12 gennaio 1975   | Purple Mountain Observatory                            |
| 2079 Jacchia          | 1976 DB                  | 23 febbraio 1976  | Harvard Observatory                                    |
| 2080 Jihlava          | 1976 DG                  | 27 febbraio 1976  | P. Wild                                                |
| 2081 Sázava           | 1976 DH                  | 27 febbraio 1976  | P. Wild                                                |
| 2082 Galahad          | 7588 P-L                 | 17 ottobre 1960   | C. J. van Houten, I. van Houten-Groeneveld, T. Gehrels |
| 2083 Smither          | 1973 WB                  | 29 novembre 1973  | E. F. Helin                                            |
| 2084 Okayama          | 1935 CK                  | 7 febbraio 1935   | S. J. Arend                                            |
| 2085 Henan            | 1965 YA                  | 20 dicembre 1965  | Purple Mountain Observatory                            |
| 2086 Newell           | 1966 BC                  | 20 gennaio 1966   | Università dell'Indiana                                |
| 2087 Kochera          | 1975 YC                  | 28 dicembre 1975  | P. Wild                                                |
| 2088 Sahlia           | 1976 DJ                  | 27 febbraio 1976  | P. Wild                                                |
| 2089 Cetacea          | 1977 VF                  | 9 novembre 1977   | N. G. Thomas                                           |
| 2090 Mizuho           | 1978 EA                  | 12 marzo 1978     | T. Urata                                               |
| 2091 Sampo            | 1941 HO                  | 26 aprile 1941    | Y. Väisälä                                             |
| 2092 Sumiana          | 1969 UP                  | 16 ottobre 1969   | L. I. Chernykh                                         |
| 2093 Genichesk        | 1971 HX                  | 28 aprile 1971    | T. M. Smirnova                                         |
| 2094 Magnitka         | 1971 TC2                 | 12 ottobre 1971   | Crimean Astrophysical Observatory                      |
| 2095 Parsifal         | 6036 P-L                 | 24 settembre 1960 | C. J. van Houten, I. van Houten-Groeneveld, T. Gehrels |
| 2096 Väinö            | 1939 UC                  | 18 ottobre 1939   | Y. Väisälä                                             |
| 2097 Galle            | 1953 PV                  | 11 agosto 1953    | K. Reinmuth                                            |
| 2098 Zyskin           | 1972 QE                  | 18 agosto 1972    | L. V. Zhuravleva                                       |
| 2099 Öpik             | 1977 VB                  | 8 novembre 1977   | E. F. Helin                                            |
| 2100 Ra-Shalom        | 1978 RA                  | 10 settembre 1978 | E. F. Helin                                            |

## 2101-2200
| Nome                | Designazione provvisoria | Data di scoperta  | Scopritore                                             |
| ------------------- | ------------------------ | ----------------- | ------------------------------------------------------ |
| 2101 Adonis         | 1936 CA                  | 12 febbraio 1936  | E. Delporte                                            |
| 2102 Tantalus       | 1975 YA                  | 27 dicembre 1975  | C. T. Kowal                                            |
| 2103 Laverna        | 1960 FL                  | 20 marzo 1960     | La Plata Observatory                                   |
| 2104 Toronto        | 1963 PD                  | 15 agosto 1963    | K. W. Kamper                                           |
| 2105 Gudy           | 1976 DA                  | 29 febbraio 1976  | H.-E. Schuster                                         |
| 2106 Hugo           | 1936 UF                  | 21 ottobre 1936   | M. Laugier                                             |
| 2107 Ilmari         | 1941 VA                  | 12 novembre 1941  | L. Oterma                                              |
| 2108 Otto Schmidt   | 1948 TR1                 | 4 ottobre 1948    | P. F. Shajn                                            |
| 2109 Dhôtel         | 1950 TH2                 | 13 ottobre 1950   | S. J. Arend                                            |
| 2110 Moore-Sitterly | 1962 RD                  | 7 settembre 1962  | Università dell'Indiana                                |
| 2111 Tselina        | 1969 LG                  | 13 giugno 1969    | T. M. Smirnova                                         |
| 2112 Ulyanov        | 1972 NP                  | 13 luglio 1972    | T. M. Smirnova                                         |
| 2113 Ehrdni         | 1972 RJ2                 | 11 settembre 1972 | N. S. Chernykh                                         |
| 2114 Wallenquist    | 1976 HA                  | 19 aprile 1976    | C.-I. Lagerkvist                                       |
| 2115 Irakli         | 1976 UD                  | 24 ottobre 1976   | R. M. West                                             |
| 2116 Mtskheta       | 1976 UM                  | 24 ottobre 1976   | R. M. West                                             |
| 2117 Danmark        | 1978 AC                  | 9 gennaio 1978    | R. M. West                                             |
| 2118 Flagstaff      | 1978 PB                  | 5 agosto 1978     | H. L. Giclas                                           |
| 2119 Schwall        | 1930 QG                  | 30 agosto 1930    | M. F. Wolf, M. A. Ferrero                              |
| 2120 Tyumenia       | 1967 RM                  | 9 settembre 1967  | T. M. Smirnova                                         |
| 2121 Sevastopol     | 1971 ME                  | 27 giugno 1971    | T. M. Smirnova                                         |
| 2122 Pyatiletka     | 1971 XB                  | 14 dicembre 1971  | T. M. Smirnova                                         |
| 2123 Vltava         | 1973 SL2                 | 22 settembre 1973 | N. S. Chernykh                                         |
| 2124 Nissen         | 1974 MK                  | 20 giugno 1974    | Felix Aguilar Observatory                              |
| 2125 Karl-Ontjes    | 2005 P-L                 | 24 settembre 1960 | C. J. van Houten, I. van Houten-Groeneveld, T. Gehrels |
| 2126 Gerasimovich   | 1970 QZ                  | 30 agosto 1970    | T. M. Smirnova                                         |
| 2127 Tanya          | 1971 KB1                 | 29 maggio 1971    | L. I. Chernykh                                         |
| 2128 Wetherill      | 1973 SB                  | 26 settembre 1973 | E. F. Helin                                            |
| 2129 Cosicosi       | 1973 SJ                  | 27 settembre 1973 | P. Wild                                                |
| 2130 Evdokiya       | 1974 QH1                 | 22 agosto 1974    | L. V. Zhuravleva                                       |
| 2131 Mayall         | 1975 RA                  | 3 settembre 1975  | A. R. Klemola                                          |
| 2132 Zhukov         | 1975 TW3                 | 3 ottobre 1975    | L. I. Chernykh                                         |
| 2133 Franceswright  | 1976 WB                  | 20 novembre 1976  | Harvard Observatory                                    |
| 2134 Dennispalm     | 1976 YB                  | 24 dicembre 1976  | C. T. Kowal                                            |
| 2135 Aristaeus      | 1977 HA                  | 17 aprile 1977    | S. J. Bus, E. F. Helin                                 |
| 2136 Jugta          | 1933 OC                  | 24 luglio 1933    | K. Reinmuth                                            |
| 2137 Priscilla      | 1936 QZ                  | 24 agosto 1936    | K. Reinmuth                                            |
| 2138 Swissair       | 1968 HB                  | 17 aprile 1968    | P. Wild                                                |
| 2139 Makharadze     | 1970 MC                  | 30 giugno 1970    | T. M. Smirnova                                         |
| 2140 Kemerovo       | 1970 PE                  | 3 agosto 1970     | T. M. Smirnova                                         |
| 2141 Simferopol     | 1970 QC1                 | 30 agosto 1970    | T. M. Smirnova                                         |
| 2142 Landau         | 1972 GA                  | 3 aprile 1972     | L. I. Chernykh                                         |
| 2143 Jimarnold      | 1973 SA                  | 26 settembre 1973 | E. F. Helin                                            |
| 2144 Marietta       | 1975 BC1                 | 18 gennaio 1975   | L. I. Chernykh                                         |
| 2145 Blaauw         | 1976 UF                  | 24 ottobre 1976   | R. M. West                                             |
| 2146 Stentor        | 1976 UQ                  | 24 ottobre 1976   | R. M. West                                             |
| 2147 Kharadze       | 1976 US                  | 25 ottobre 1976   | R. M. West                                             |
| 2148 Epeios         | 1976 UW                  | 24 ottobre 1976   | R. M. West                                             |
| 2149 Schwambraniya  | 1977 FX                  | 22 marzo 1977     | N. S. Chernykh                                         |
| 2150 Nyctimene      | 1977 TA                  | 13 ottobre 1977   | W. L. Sebok                                            |
| 2151 Hadwiger       | 1977 VX                  | 3 novembre 1977   | P. Wild                                                |
| 2152 Hannibal       | 1978 WK                  | 19 novembre 1978  | P. Wild                                                |
| 2153 Akiyama        | 1978 XD                  | 1 dicembre 1978   | Harvard Observatory                                    |
| 2154 Underhill      | 2015 P-L                 | 24 settembre 1960 | C. J. van Houten, I. van Houten-Groeneveld, T. Gehrels |
| 2155 Wodan          | 6542 P-L                 | 24 settembre 1960 | C. J. van Houten, I. van Houten-Groeneveld, T. Gehrels |
| 2156 Kate           | A917 SH                  | 23 settembre 1917 | S. Beljavskij                                          |
| 2157 Ashbrook       | A924 EF                  | 7 marzo 1924      | K. Reinmuth                                            |
| 2158 Tietjen        | 1933 OS                  | 24 luglio 1933    | K. Reinmuth                                            |
| 2159 Kukkamäki      | 1941 UX                  | 16 ottobre 1941   | L. Oterma                                              |
| 2160 Spitzer        | 1956 RL                  | 7 settembre 1956  | Università dell'Indiana                                |
| 2161 Grissom        | 1963 UD                  | 17 ottobre 1963   | Università dell'Indiana                                |
| 2162 Anhui          | 1966 BE                  | 30 gennaio 1966   | Purple Mountain Observatory                            |
| 2163 Korczak        | 1971 SP1                 | 16 settembre 1971 | Crimean Astrophysical Observatory                      |
| 2164 Lyalya         | 1972 RM2                 | 11 settembre 1972 | N. S. Chernykh                                         |
| 2165 Young          | 1956 RJ                  | 7 settembre 1956  | Università dell'Indiana                                |
| 2166 Handahl        | 1936 QB                  | 13 agosto 1936    | G. N. Neujmin                                          |
| 2167 Erin           | 1971 LA                  | 1 giugno 1971     | Perth Observatory                                      |
| 2168 Swope          | 1955 RF1                 | 14 settembre 1955 | Università dell'Indiana                                |
| 2169 Taiwan         | 1964 VP1                 | 9 novembre 1964   | Purple Mountain Observatory                            |
| 2170 Byelorussia    | 1971 SZ                  | 16 settembre 1971 | Crimean Astrophysical Observatory                      |
| 2171 Kiev           | 1973 QD1                 | 28 agosto 1973    | T. M. Smirnova                                         |
| 2172 Plavsk         | 1973 QA2                 | 31 agosto 1973    | T. M. Smirnova                                         |
| 2173 Maresjev       | 1974 QG1                 | 22 agosto 1974    | L. V. Zhuravleva                                       |
| 2174 Asmodeus       | 1975 TA                  | 8 ottobre 1975    | S. J. Bus, J. Huchra                                   |
| 2175 Andrea Doria   | 1977 TY                  | 12 ottobre 1977   | P. Wild                                                |
| 2176 Donar          | 2529 P-L                 | 24 settembre 1960 | C. J. van Houten, I. van Houten-Groeneveld, T. Gehrels |
| 2177 Oliver         | 6551 P-L                 | 24 settembre 1960 | C. J. van Houten, I. van Houten-Groeneveld, T. Gehrels |
| 2178 Kazakhstania   | 1972 RA2                 | 11 settembre 1972 | N. S. Chernykh                                         |
| 2179 Platzeck       | 1965 MA                  | 28 giugno 1965    | A. R. Klemola                                          |
| 2180 Marjaleena     | 1940 RJ                  | 8 settembre 1940  | H. Alikoski                                            |
| 2181 Fogelin        | 1942 YA                  | 28 dicembre 1942  | K. Reinmuth                                            |
| 2182 Semirot        | 1953 FH1                 | 21 marzo 1953     | Università dell'Indiana                                |
| 2183 Neufang        | 1959 OB                  | 26 luglio 1959    | C. Hoffmeister                                         |
| 2184 Fujian         | 1964 TV2                 | 9 ottobre 1964    | Purple Mountain Observatory                            |
| 2185 Guangdong      | 1965 WO                  | 20 novembre 1965  | Purple Mountain Observatory                            |
| 2186 Keldysh        | 1973 SQ4                 | 27 settembre 1973 | L. I. Chernykh                                         |
| 2187 La Silla       | 1976 UH                  | 24 ottobre 1976   | R. M. West                                             |
| 2188 Orlenok        | 1976 UL4                 | 28 ottobre 1976   | L. V. Zhuravleva                                       |
| 2189 Zaragoza       | 1975 QK                  | 30 agosto 1975    | Felix Aguilar Observatory                              |
| 2190 Coubertin      | 1976 GV3                 | 2 aprile 1976     | N. S. Chernykh                                         |
| 2191 Uppsala        | 1977 PA1                 | 6 agosto 1977     | C.-I. Lagerkvist                                       |
| 2192 Pyatigoriya    | 1972 HP                  | 18 aprile 1972    | T. M. Smirnova                                         |
| 2193 Jackson        | 1926 KB                  | 18 maggio 1926    | H. E. Wood                                             |
| 2194 Arpola         | 1940 GE                  | 3 aprile 1940     | Y. Väisälä                                             |
| 2195 Tengström      | 1941 SP1                 | 27 settembre 1941 | L. Oterma                                              |
| 2196 Ellicott       | 1965 BC                  | 29 gennaio 1965   | Università dell'Indiana                                |
| 2197 Shanghai       | 1965 YN                  | 30 dicembre 1965  | Purple Mountain Observatory                            |
| 2198 Ceplecha       | 1975 VF                  | 7 novembre 1975   | Harvard Observatory                                    |
| 2199 Kleť           | 1978 LA                  | 6 giugno 1978     | A. Mrkos                                               |
| 2200 Pasadena       | 6090 P-L                 | 24 settembre 1960 | C. J. van Houten, I. van Houten-Groeneveld, T. Gehrels |

## 2201-2300
| Nome              | Designazione provvisoria | Data di scoperta  | Scopritore                                             |
| ----------------- | ------------------------ | ----------------- | ------------------------------------------------------ |
| 2201 Oljato       | 1947 XC                  | 12 dicembre 1947  | H. L. Giclas                                           |
| 2202 Pele         | 1972 RA                  | 7 settembre 1972  | A. R. Klemola                                          |
| 2203 van Rhijn    | 1935 SQ1                 | 28 settembre 1935 | H. van Gent                                            |
| 2204 Lyyli        | 1943 EQ                  | 3 marzo 1943      | Y. Väisälä                                             |
| 2205 Glinka       | 1973 SU4                 | 27 settembre 1973 | L. I. Chernykh                                         |
| 2206 Gabrova      | 1976 GR3                 | 1 aprile 1976     | N. S. Chernykh                                         |
| 2207 Antenor      | 1977 QH1                 | 19 agosto 1977    | N. S. Chernykh                                         |
| 2208 Pushkin      | 1977 QL3                 | 22 agosto 1977    | N. S. Chernykh                                         |
| 2209 Tianjin      | 1978 US1                 | 28 ottobre 1978   | Purple Mountain Observatory                            |
| 2210 Lois         | 9597 P-L                 | 24 settembre 1960 | C. J. van Houten, I. van Houten-Groeneveld, T. Gehrels |
| 2211 Hanuman      | 1951 WO2                 | 26 novembre 1951  | L. E. Cunningham                                       |
| 2212 Hephaistos   | 1978 SB                  | 27 settembre 1978 | L. I. Chernykh                                         |
| 2213 Meeus        | 1935 SO1                 | 24 settembre 1935 | E. Delporte                                            |
| 2214 Carol        | 1953 GF                  | 7 aprile 1953     | K. Reinmuth                                            |
| 2215 Sichuan      | 1964 VX2                 | 12 novembre 1964  | Purple Mountain Observatory                            |
| 2216 Kerch        | 1971 LF                  | 12 giugno 1971    | T. M. Smirnova                                         |
| 2217 Eltigen      | 1971 SK2                 | 26 settembre 1971 | T. M. Smirnova                                         |
| 2218 Wotho        | 1975 AK                  | 10 gennaio 1975   | P. Wild                                                |
| 2219 Mannucci     | 1975 LU                  | 13 giugno 1975    | Felix Aguilar Observatory                              |
| 2220 Hicks        | 1975 VB                  | 4 novembre 1975   | E. F. Helin                                            |
| 2221 Chilton      | 1976 QC                  | 25 agosto 1976    | Harvard Observatory                                    |
| 2222 Lermontov    | 1977 ST1                 | 19 settembre 1977 | N. S. Chernykh                                         |
| 2223 Sarpedon     | 1977 TL3                 | 4 ottobre 1977    | Purple Mountain Observatory                            |
| 2224 Tucson       | 2528 P-L                 | 24 settembre 1960 | C. J. van Houten, I. van Houten-Groeneveld, T. Gehrels |
| 2225 Serkowski    | 6546 P-L                 | 24 settembre 1960 | C. J. van Houten, I. van Houten-Groeneveld, T. Gehrels |
| 2226 Cunitza      | 1936 QC1                 | 26 agosto 1936    | A. Bohrmann                                            |
| 2227 Otto Struve  | 1955 RX                  | 13 settembre 1955 | Università dell'Indiana                                |
| 2228 Soyuz-Apollo | 1977 OH                  | 19 luglio 1977    | N. S. Chernykh                                         |
| 2229 Mezzarco     | 1977 RO                  | 7 settembre 1977  | P. Wild                                                |
| 2230 Yunnan       | 1978 UT1                 | 29 ottobre 1978   | Purple Mountain Observatory                            |
| 2231 Durrell      | 1941 SG                  | 21 settembre 1941 | S. J. Arend                                            |
| 2232 Altaj        | 1969 RD2                 | 15 settembre 1969 | B. A. Burnasheva                                       |
| 2233 Kuznetsov    | 1972 XE1                 | 3 dicembre 1972   | L. V. Zhuravleva                                       |
| 2234 Schmadel     | 1977 HD                  | 27 aprile 1977    | H.-E. Schuster                                         |
| 2235 Vittore      | A924 GA                  | 5 aprile 1924     | K. Reinmuth                                            |
| 2236 Austrasia    | 1933 FX                  | 23 marzo 1933     | K. Reinmuth                                            |
| 2237 Melnikov     | 1938 TB                  | 2 ottobre 1938    | G. N. Neujmin                                          |
| 2238 Steshenko    | 1972 RQ1                 | 11 settembre 1972 | N. S. Chernykh                                         |
| 2239 Paracelsus   | 1978 RC                  | 13 settembre 1978 | P. Wild                                                |
| 2240 Tsai         | 1978 YA                  | 30 dicembre 1978  | Harvard Observatory                                    |
| 2241 Alcathous    | 1979 WM                  | 22 novembre 1979  | C. T. Kowal                                            |
| 2242 Balaton      | 1936 TG                  | 13 ottobre 1936   | G. Kulin                                               |
| 2243 Lönnrot      | 1941 SA1                 | 25 settembre 1941 | Y. Väisälä                                             |
| 2244 Tesla        | 1952 UW1                 | 22 ottobre 1952   | M. B. Protitch                                         |
| 2245 Hekatostos   | 1968 BC                  | 24 gennaio 1968   | L. I. Chernykh                                         |
| 2246 Bowell       | 1979 XH                  | 14 dicembre 1979  | E. Bowell                                              |
| 2247 Hiroshima    | 6512 P-L                 | 24 settembre 1960 | C. J. van Houten, I. van Houten-Groeneveld, T. Gehrels |
| 2248 Kanda        | 1933 DE                  | 27 febbraio 1933  | K. Reinmuth                                            |
| 2249 Yamamoto     | 1942 GA                  | 6 aprile 1942     | K. Reinmuth                                            |
| 2250 Stalingrad   | 1972 HN                  | 18 aprile 1972    | T. M. Smirnova                                         |
| 2251 Tikhov       | 1977 SU1                 | 19 settembre 1977 | N. S. Chernykh                                         |
| 2252 CERGA        | 1978 VT                  | 1 novembre 1978   | K. Tomita                                              |
| 2253 Espinette    | 1932 PB                  | 30 luglio 1932    | G. van Biesbroeck                                      |
| 2254 Requiem      | 1977 QJ1                 | 19 agosto 1977    | N. S. Chernykh                                         |
| 2255 Qinghai      | 1977 VK1                 | 3 novembre 1977   | Purple Mountain Observatory                            |
| 2256 Wisniewski   | 4519 P-L                 | 24 settembre 1960 | C. J. van Houten, I. van Houten-Groeneveld, T. Gehrels |
| 2257 Kaarina      | 1939 QB                  | 18 agosto 1939    | H. Alikoski                                            |
| 2258 Viipuri      | 1939 TA                  | 7 ottobre 1939    | Y. Väisälä                                             |
| 2259 Sofievka     | 1971 OG                  | 19 luglio 1971    | B. A. Burnasheva                                       |
| 2260 Neoptolemus  | 1975 WM1                 | 26 novembre 1975  | Purple Mountain Observatory                            |
| 2261 Keeler       | 1977 HC                  | 20 aprile 1977    | A. R. Klemola                                          |
| 2262 Mitidika     | 1978 RB                  | 10 settembre 1978 | P. Wild                                                |
| 2263 Shaanxi      | 1978 UW1                 | 30 ottobre 1978   | Purple Mountain Observatory                            |
| 2264 Sabrina      | 1979 YK                  | 16 dicembre 1979  | E. Bowell                                              |
| 2265 Verbaandert  | 1950 DB                  | 17 febbraio 1950  | S. J. Arend                                            |
| 2266 Tchaikovsky  | 1974 VK                  | 12 novembre 1974  | L. I. Chernykh                                         |
| 2267 Agassiz      | 1977 RF                  | 9 settembre 1977  | Harvard Observatory                                    |
| 2268 Szmytowna    | 1942 VW                  | 6 novembre 1942   | L. Oterma                                              |
| 2269 Efremiana    | 1976 JA2                 | 2 maggio 1976     | N. S. Chernykh                                         |
| 2270 Yazhi        | 1980 ED                  | 14 marzo 1980     | E. Bowell                                              |
| 2271 Kiso         | 1976 UV5                 | 22 ottobre 1976   | H. Kosai, K. Hurukawa                                  |
| 2272 Montezuma    | 1972 FA                  | 16 marzo 1972     | T. Gehrels                                             |
| 2273 Yarilo       | 1975 EV1                 | 6 marzo 1975      | L. I. Chernykh                                         |
| 2274 Ehrsson      | 1976 EA                  | 2 marzo 1976      | C.-I. Lagerkvist                                       |
| 2275 Cuitlahuac   | 1979 MH                  | 16 giugno 1979    | H.-E. Schuster                                         |
| 2276 Warck        | 1933 QA                  | 18 agosto 1933    | E. Delporte                                            |
| 2277 Moreau       | 1950 DS                  | 18 febbraio 1950  | S. J. Arend                                            |
| 2278 Götz         | 1953 GE                  | 7 aprile 1953     | K. Reinmuth                                            |
| 2279 Barto        | 1968 DL                  | 25 febbraio 1968  | L. I. Chernykh                                         |
| 2280 Kunikov      | 1971 SL2                 | 26 settembre 1971 | T. M. Smirnova                                         |
| 2281 Biela        | 1971 UQ1                 | 26 ottobre 1971   | L. Kohoutek                                            |
| 2282 Andrés Bello | 1974 FE                  | 22 marzo 1974     | C. Torres                                              |
| 2283 Bunke        | 1974 SV4                 | 26 settembre 1974 | L. V. Zhuravleva                                       |
| 2284 San Juan     | 1974 TG1                 | 10 ottobre 1974   | Felix Aguilar Observatory                              |
| 2285 Ron Helin    | 1976 QB                  | 27 agosto 1976    | S. J. Bus                                              |
| 2286 Fesenkov     | 1977 NH                  | 14 luglio 1977    | N. S. Chernykh                                         |
| 2287 Kalmykia     | 1977 QK3                 | 22 agosto 1977    | N. S. Chernykh                                         |
| 2288 Karolinum    | 1979 UZ                  | 19 ottobre 1979   | Ladislav Brožek                                        |
| 2289 McMillan     | 6567 P-L                 | 24 settembre 1960 | C. J. van Houten, I. van Houten-Groeneveld, T. Gehrels |
| 2290 Helffrich    | 1932 CD1                 | 14 febbraio 1932  | K. Reinmuth                                            |
| 2291 Kevo         | 1941 FS                  | 19 marzo 1941     | L. Oterma                                              |
| 2292 Seili        | 1942 RM                  | 7 settembre 1942  | Y. Väisälä                                             |
| 2293 Guernica     | 1977 EH1                 | 13 marzo 1977     | N. S. Chernykh                                         |
| 2294 Andronikov   | 1977 PL1                 | 14 agosto 1977    | N. S. Chernykh                                         |
| 2295 Matusovskij  | 1977 QD1                 | 19 agosto 1977    | N. S. Chernykh                                         |
| 2296 Kugultinov   | 1975 BA1                 | 18 gennaio 1975   | L. I. Chernykh                                         |
| 2297 Daghestan    | 1978 RE                  | 1 settembre 1978  | N. S. Chernykh                                         |
| 2298 Cindijon     | A915 TA                  | 2 ottobre 1915    | M. F. Wolf                                             |
| 2299 Hanko        | 1941 SZ                  | 25 settembre 1941 | Y. Väisälä                                             |
| 2300 Stebbins     | 1953 TG2                 | 10 ottobre 1953   | Università dell'Indiana                                |

## 2301-2400
| Nome                 | Designazione provvisoria | Data di scoperta  | Scopritore                                             |
| -------------------- | ------------------------ | ----------------- | ------------------------------------------------------ |
| 2301 Whitford        | 1965 WJ                  | 20 novembre 1965  | Università dell'Indiana                                |
| 2302 Florya          | 1972 TL2                 | 2 ottobre 1972    | N. E. Kurochkin                                        |
| 2303 Retsina         | 1979 FK                  | 24 marzo 1979     | P. Wild                                                |
| 2304 Slavia          | 1979 KB                  | 18 maggio 1979    | A. Mrkos                                               |
| 2305 King            | 1980 RJ1                 | 12 settembre 1980 | Harvard Observatory                                    |
| 2306 Bauschinger     | 1939 PM                  | 15 agosto 1939    | K. Reinmuth                                            |
| 2307 Garuda          | 1957 HJ                  | 18 aprile 1957    | La Plata Observatory                                   |
| 2308 Schilt          | 1967 JM                  | 6 maggio 1967     | C. U. Cesco, A. R. Klemola                             |
| 2309 Mr. Spock       | 1971 QX1                 | 16 agosto 1971    | J. Gibson                                              |
| 2310 Olshaniya       | 1974 SU4                 | 26 settembre 1974 | L. V. Zhuravleva                                       |
| 2311 El Leoncito     | 1974 TA1                 | 10 ottobre 1974   | Felix Aguilar Observatory                              |
| 2312 Duboshin        | 1976 GU2                 | 1 aprile 1976     | N. S. Chernykh                                         |
| 2313 Aruna           | 1976 TA                  | 15 ottobre 1976   | H. L. Giclas                                           |
| 2314 Field           | 1977 VD                  | 12 novembre 1977  | Harvard Observatory                                    |
| 2315 Czechoslovakia  | 1980 DZ                  | 19 febbraio 1980  | Z. Vávrová                                             |
| 2316 Jo-Ann          | 1980 RH                  | 2 settembre 1980  | E. Bowell                                              |
| 2317 Galya           | 2524 P-L                 | 24 settembre 1960 | C. J. van Houten, I. van Houten-Groeneveld, T. Gehrels |
| 2318 Lubarsky        | 6521 P-L                 | 24 settembre 1960 | C. J. van Houten, I. van Houten-Groeneveld, T. Gehrels |
| 2319 Aristides       | 7631 P-L                 | 17 ottobre 1960   | C. J. van Houten, I. van Houten-Groeneveld, T. Gehrels |
| 2320 Blarney         | 1979 QJ                  | 29 agosto 1979    | P. Wild                                                |
| 2321 Lužnice         | 1980 DB1                 | 19 febbraio 1980  | Z. Vávrová                                             |
| 2322 Kitt Peak       | 1954 UQ2                 | 28 ottobre 1954   | Università dell'Indiana                                |
| 2323 Zverev          | 1976 SF2                 | 24 settembre 1976 | N. S. Chernykh                                         |
| 2324 Janice          | 1978 VS4                 | 7 novembre 1978   | E. F. Helin, S. J. Bus                                 |
| 2325 Chernykh        | 1979 SP                  | 25 settembre 1979 | A. Mrkos                                               |
| 2326 Tololo          | 1965 QC                  | 29 agosto 1965    | Università dell'Indiana                                |
| 2327 Gershberg       | 1969 TQ4                 | 13 ottobre 1969   | B. A. Burnasheva                                       |
| 2328 Robeson         | 1972 HW                  | 19 aprile 1972    | T. M. Smirnova                                         |
| 2329 Orthos          | 1976 WA                  | 19 novembre 1976  | H.-E. Schuster                                         |
| 2330 Ontake          | 1977 DS3                 | 18 febbraio 1977  | H. Kosai, K. Hurukawa                                  |
| 2331 Parvulesco      | 1936 EA                  | 12 marzo 1936     | E. Delporte                                            |
| 2332 Kalm            | 1940 GH                  | 4 aprile 1940     | L. Oterma                                              |
| 2333 Porthan         | 1943 EP                  | 3 marzo 1943      | Y. Väisälä                                             |
| 2334 Cuffey          | 1962 HD                  | 27 aprile 1962    | Università dell'Indiana                                |
| 2335 James           | 1974 UB                  | 17 ottobre 1974   | E. F. Helin                                            |
| 2336 Xinjiang        | 1975 WL1                 | 26 novembre 1975  | Purple Mountain Observatory                            |
| 2337 Boubín          | 1976 UH 1                | 22 ottobre 1976   | P. Wild                                                |
| 2338 Bokhan          | 1977 QA3                 | 22 agosto 1977    | N. S. Chernykh                                         |
| 2339 Anacreon        | 2509 P-L                 | 24 settembre 1960 | C. J. van Houten, I. van Houten-Groeneveld, T. Gehrels |
| 2340 Hathor          | 1976 UA                  | 22 ottobre 1976   | C. T. Kowal                                            |
| 2341 Aoluta          | 1976 YU1                 | 16 dicembre 1976  | L. I. Chernykh                                         |
| 2342 Lebedev         | 1968 UQ                  | 22 ottobre 1968   | T. M. Smirnova                                         |
| 2343 Siding Spring   | 1979 MD4                 | 25 giugno 1979    | E. F. Helin, S. J. Bus                                 |
| 2344 Xizang          | 1979 SC1                 | 27 settembre 1979 | Purple Mountain Observatory                            |
| 2345 Fučik           | 1974 OS                  | 25 luglio 1974    | T. M. Smirnova                                         |
| 2346 Lilio           | 1934 CB                  | 5 febbraio 1934   | K. Reinmuth                                            |
| 2347 Vinata          | 1936 TK                  | 7 ottobre 1936    | H. L. Giclas                                           |
| 2348 Michkovitch     | 1939 AA                  | 10 gennaio 1939   | M. B. Protitch                                         |
| 2349 Kurchenko       | 1970 OG                  | 30 luglio 1970    | T. M. Smirnova                                         |
| 2350 von Lüde        | 1938 CG                  | 6 febbraio 1938   | A. Bohrmann                                            |
| 2351 O'Higgins       | 1964 VD                  | 3 novembre 1964   | Università dell'Indiana                                |
| 2352 Kurchatov       | 1969 RY                  | 10 settembre 1969 | L. I. Chernykh                                         |
| 2353 Alva            | 1975 UD                  | 27 ottobre 1975   | P. Wild                                                |
| 2354 Lavrov          | 1978 PZ3                 | 9 agosto 1978     | L. I. Chernykh, N. S. Chernykh                         |
| 2355 Nei Monggol     | 1978 UV1                 | 30 ottobre 1978   | Purple Mountain Observatory                            |
| 2356 Hirons          | 1979 UJ                  | 17 ottobre 1979   | E. Bowell                                              |
| 2357 Phereclos       | 1981 AC                  | 1 gennaio 1981    | E. Bowell                                              |
| 2358 Bahner          | 1929 RE                  | 2 settembre 1929  | K. Reinmuth                                            |
| 2359 Debehogne       | 1931 TV                  | 5 ottobre 1931    | K. Reinmuth                                            |
| 2360 Volgo-Don       | 1975 VD3                 | 2 novembre 1975   | T. M. Smirnova                                         |
| 2361 Gogol           | 1976 GQ1                 | 1 aprile 1976     | N. S. Chernykh                                         |
| 2362 Mark Twain      | 1976 SH2                 | 24 settembre 1976 | N. S. Chernykh                                         |
| 2363 Cebriones       | 1977 TJ3                 | 4 ottobre 1977    | Purple Mountain Observatory                            |
| 2364 Seillier        | 1978 GD                  | 14 aprile 1978    | H. Debehogne                                           |
| 2365 Interkosmos     | 1980 YQ                  | 30 dicembre 1980  | Z. Vávrová                                             |
| 2366 Aaryn           | 1981 AC1                 | 10 gennaio 1981   | N. G. Thomas                                           |
| 2367 Praha           | 1981 AK1                 | 8 gennaio 1981    | A. Mrkos                                               |
| 2368 Beltrovata      | 1977 RA                  | 4 settembre 1977  | P. Wild                                                |
| 2369 Chekhov         | 1976 GC8                 | 4 aprile 1976     | N. S. Chernykh                                         |
| 2370 van Altena      | 1965 LA                  | 10 giugno 1965    | A. R. Klemola                                          |
| 2371 Dimitrov        | 1975 VR3                 | 2 novembre 1975   | T. M. Smirnova                                         |
| 2372 Proskurin       | 1977 RA8                 | 13 settembre 1977 | N. S. Chernykh                                         |
| 2373 Immo            | 1929 PC                  | 4 agosto 1929     | M. F. Wolf                                             |
| 2374 Vladvysotskij   | 1974 QE1                 | 22 agosto 1974    | L. V. Zhuravleva                                       |
| 2375 Radek           | 1975 AA                  | 8 gennaio 1975    | L. Kohoutek                                            |
| 2376 Martynov        | 1977 QG3                 | 22 agosto 1977    | N. S. Chernykh                                         |
| 2377 Shcheglov       | 1978 QT1                 | 31 agosto 1978    | N. S. Chernykh                                         |
| 2378 Pannekoek       | 1935 CY                  | 13 febbraio 1935  | H. van Gent                                            |
| 2379 Heiskanen       | 1941 ST                  | 21 settembre 1941 | Y. Väisälä                                             |
| 2380 Heilongjiang    | 1965 SN                  | 18 settembre 1965 | Purple Mountain Observatory                            |
| 2381 Landi           | 1976 AF                  | 3 gennaio 1976    | Felix Aguilar Observatory                              |
| 2382 Nonie           | 1977 GA                  | 13 aprile 1977    | Perth Observatory                                      |
| 2383 Bradley         | 1981 GN                  | 5 aprile 1981     | E. Bowell                                              |
| 2384 Schulhof        | 1943 EC1                 | 2 marzo 1943      | M. Laugier                                             |
| 2385 Mustel          | 1969 VW                  | 11 novembre 1969  | L. I. Chernykh                                         |
| 2386 Nikonov         | 1974 SN1                 | 19 settembre 1974 | L. I. Chernykh                                         |
| 2387 Xi'an           | 1975 FX                  | 17 marzo 1975     | Purple Mountain Observatory                            |
| 2388 Gaze            | 1977 EA2                 | 13 marzo 1977     | N. S. Chernykh                                         |
| 2389 Dibaj           | 1977 QC1                 | 19 agosto 1977    | N. S. Chernykh                                         |
| 2390 Nežárka         | 1980 PA1                 | 14 agosto 1980    | Z. Vávrová                                             |
| 2391 Tomita          | 1957 AA                  | 9 gennaio 1957    | K. Reinmuth                                            |
| 2392 Jonathan Murray | 1979 MN1                 | 25 giugno 1979    | E. F. Helin, S. J. Bus                                 |
| 2393 Suzuki          | 1955 WB                  | 17 novembre 1955  | M. Laugier                                             |
| 2394 Nadeev          | 1973 SZ2                 | 22 settembre 1973 | N. S. Chernykh                                         |
| 2395 Aho             | 1977 FA                  | 17 marzo 1977     | Harvard Observatory                                    |
| 2396 Kochi           | 1981 CB                  | 9 febbraio 1981   | T. Seki                                                |
| 2397 Lappajärvi      | 1938 DV                  | 22 febbraio 1938  | Y. Väisälä                                             |
| 2398 Jilin           | 1965 UD2                 | 24 ottobre 1965   | Purple Mountain Observatory                            |
| 2399 Terradas        | 1971 MA                  | 17 giugno 1971    | C. U. Cesco                                            |
| 2400 Derevskaya      | 1972 KJ                  | 17 maggio 1972    | T. M. Smirnova                                         |

## 2401-2500
| Nome                 | Designazione provvisoria | Data di scoperta  | Scopritore                                             |
| -------------------- | ------------------------ | ----------------- | ------------------------------------------------------ |
| 2401 Aehlita         | 1975 VM2                 | 2 novembre 1975   | T. M. Smirnova                                         |
| 2402 Satpaev         | 1979 OR13                | 31 luglio 1979    | N. S. Chernykh                                         |
| 2403 Šumava          | 1979 SQ                  | 25 settembre 1979 | A. Mrkos                                               |
| 2404 Antarctica      | 1980 TE                  | 1 ottobre 1980    | A. Mrkos                                               |
| 2405 Welch           | 1963 UF                  | 18 ottobre 1963   | Università dell'Indiana                                |
| 2406 Orelskaya       | 1966 QG                  | 20 agosto 1966    | Crimean Astrophysical Observatory                      |
| 2407 Haug            | 1973 DH                  | 27 febbraio 1973  | L. Kohoutek                                            |
| 2408 Astapovich      | 1978 QK1                 | 31 agosto 1978    | N. S. Chernykh                                         |
| 2409 Chapman         | 1979 UG                  | 17 ottobre 1979   | E. Bowell                                              |
| 2410 Morrison        | 1981 AF                  | 3 gennaio 1981    | E. Bowell                                              |
| 2411 Zellner         | 1981 JK                  | 3 maggio 1981     | E. Bowell                                              |
| 2412 Wil             | 3537 P-L                 | 17 ottobre 1960   | C. J. van Houten, I. van Houten-Groeneveld, T. Gehrels |
| 2413 van de Hulst    | 6816 P-L                 | 24 settembre 1960 | C. J. van Houten, I. van Houten-Groeneveld, T. Gehrels |
| 2414 Vibeke          | 1931 UG                  | 18 ottobre 1931   | K. Reinmuth                                            |
| 2415 Ganesa          | 1978 UJ                  | 28 ottobre 1978   | H. L. Giclas                                           |
| 2416 Sharonov        | 1979 OF13                | 31 luglio 1979    | N. S. Chernykh                                         |
| 2417 McVittie        | 1964 CD                  | 15 febbraio 1964  | Università dell'Indiana                                |
| 2418 Voskovec-Werich | 1971 UV                  | 26 ottobre 1971   | L. Kohoutek                                            |
| 2419 Moldavia        | 1974 SJ                  | 19 settembre 1974 | L. I. Chernykh                                         |
| 2420 Čiurlionis      | 1975 TN                  | 3 ottobre 1975    | N. S. Chernykh                                         |
| 2421 Nininger        | 1979 UD                  | 17 ottobre 1979   | E. Bowell                                              |
| 2422 Perovskaya      | 1968 HK1                 | 28 aprile 1968    | T. M. Smirnova                                         |
| 2423 Ibarruri        | 1972 NC                  | 14 luglio 1972    | L. V. Zhuravleva                                       |
| 2424 Tautenburg      | 1973 UT5                 | 27 ottobre 1973   | F. Börngen, K. Kirsch                                  |
| 2425 Shenzhen        | 1975 FW                  | 17 marzo 1975     | Purple Mountain Observatory                            |
| 2426 Simonov         | 1976 KV                  | 26 maggio 1976    | N. S. Chernykh                                         |
| 2427 Kobzar          | 1976 YQ7                 | 20 dicembre 1976  | N. S. Chernykh                                         |
| 2428 Kamenyar        | 1977 RZ6                 | 11 settembre 1977 | N. S. Chernykh                                         |
| 2429 Schürer         | 1977 TZ                  | 12 ottobre 1977   | P. Wild                                                |
| 2430 Bruce Helin     | 1977 VC                  | 8 novembre 1977   | E. F. Helin, E. M. Shoemaker                           |
| 2431 Skovoroda       | 1978 PF3                 | 8 agosto 1978     | N. S. Chernykh                                         |
| 2432 Soomana         | 1981 FA                  | 30 marzo 1981     | E. Bowell                                              |
| 2433 Sootiyo         | 1981 GJ                  | 5 aprile 1981     | E. Bowell                                              |
| 2434 Bateson         | 1981 KA                  | 27 maggio 1981    | A. C. Gilmore, P. M. Kilmartin                         |
| 2435 Horemheb        | 4578 P-L                 | 24 settembre 1960 | C. J. van Houten, I. van Houten-Groeneveld, T. Gehrels |
| 2436 Hatshepsut      | 6066 P-L                 | 24 settembre 1960 | C. J. van Houten, I. van Houten-Groeneveld, T. Gehrels |
| 2437 Amnestia        | 1942 RZ                  | 14 settembre 1942 | M. Väisälä                                             |
| 2438 Oleshko         | 1975 VO2                 | 2 novembre 1975   | T. M. Smirnova                                         |
| 2439 Ulugbek         | 1977 QX2                 | 21 agosto 1977    | N. S. Chernykh                                         |
| 2440 Educatio        | 1978 VQ4                 | 7 novembre 1978   | E. F. Helin, S. J. Bus                                 |
| 2441 Hibbs           | 1979 MN2                 | 25 giugno 1979    | E. F. Helin, S. J. Bus                                 |
| 2442 Corbett         | 1980 TO                  | 3 ottobre 1980    | Z. Vávrová                                             |
| 2443 Tomeileen       | A906 BJ                  | 24 gennaio 1906   | M. F. Wolf                                             |
| 2444 Lederle         | 1934 CD                  | 5 febbraio 1934   | K. Reinmuth                                            |
| 2445 Blazhko         | 1935 TC                  | 3 ottobre 1935    | P. F. Shajn                                            |
| 2446 Lunacharsky     | 1971 TS2                 | 14 ottobre 1971   | L. I. Chernykh                                         |
| 2447 Kronstadt       | 1973 QY1                 | 31 agosto 1973    | T. M. Smirnova                                         |
| 2448 Sholokhov       | 1975 BU                  | 18 gennaio 1975   | L. I. Chernykh                                         |
| 2449 Kenos           | 1978 GC                  | 8 aprile 1978     | W. Liller                                              |
| 2450 Ioannisiani     | 1978 RP                  | 1 settembre 1978  | N. S. Chernykh                                         |
| 2451 Dollfus         | 1980 RQ                  | 2 settembre 1980  | E. Bowell                                              |
| 2452 Lyot            | 1981 FE                  | 30 marzo 1981     | E. Bowell                                              |
| 2453 Wabash          | A921 SA                  | 30 settembre 1921 | K. Reinmuth                                            |
| 2454 Olaus Magnus    | 1941 SS                  | 21 settembre 1941 | Y. Väisälä                                             |
| 2455 Somville        | 1950 TO4                 | 5 ottobre 1950    | S. J. Arend                                            |
| 2456 Palamedes       | 1966 BA1                 | 30 gennaio 1966   | Purple Mountain Observatory                            |
| 2457 Rublyov         | 1975 TU2                 | 3 ottobre 1975    | L. I. Chernykh                                         |
| 2458 Veniakaverin    | 1977 RC7                 | 11 settembre 1977 | N. S. Chernykh                                         |
| 2459 Spellmann       | 1980 LB1                 | 11 giugno 1980    | C. S. Shoemaker                                        |
| 2460 Mitlincoln      | 1980 TX4                 | 1 ottobre 1980    | L. G. Taff, D. E. Beatty                               |
| 2461 Clavel          | 1981 EC1                 | 5 marzo 1981      | H. Debehogne, G. DeSanctis                             |
| 2462 Nehalennia      | 6578 P-L                 | 24 settembre 1960 | C. J. van Houten, I. van Houten-Groeneveld, T. Gehrels |
| 2463 Sterpin         | 1934 FF                  | 10 marzo 1934     | G. van Biesbroeck                                      |
| 2464 Nordenskiöld    | 1939 BF                  | 19 gennaio 1939   | Y. Väisälä                                             |
| 2465 Wilson          | 1949 PK                  | 2 agosto 1949     | K. Reinmuth                                            |
| 2466 Golson          | 1959 RJ                  | 7 settembre 1959  | Università dell'Indiana                                |
| 2467 Kollontai       | 1966 PJ                  | 14 agosto 1966    | L. I. Chernykh                                         |
| 2468 Repin           | 1969 TO1                 | 8 ottobre 1969    | L. I. Chernykh                                         |
| 2469 Tadjikistan     | 1970 HA                  | 27 aprile 1970    | T. M. Smirnova                                         |
| 2470 Agematsu        | 1976 UW15                | 22 ottobre 1976   | H. Kosai, K. Hurukawa                                  |
| 2471 Ultrajectum     | 6545 P-L                 | 24 settembre 1960 | C. J. van Houten, I. van Houten-Groeneveld, T. Gehrels |
| 2472 Bradman         | 1973 DG                  | 27 febbraio 1973  | L. Kohoutek                                            |
| 2473 Heyerdahl       | 1977 RX7                 | 12 settembre 1977 | N. S. Chernykh                                         |
| 2474 Ruby            | 1979 PB                  | 14 agosto 1979    | Z. Vávrová                                             |
| 2475 Semenov         | 1972 TF2                 | 8 ottobre 1972    | L. V. Zhuravleva                                       |
| 2476 Andersen        | 1976 JF2                 | 2 maggio 1976     | N. S. Chernykh                                         |
| 2477 Biryukov        | 1977 PY1                 | 14 agosto 1977    | N. S. Chernykh                                         |
| 2478 Tokai           | 1981 JC                  | 4 maggio 1981     | T. Furuta                                              |
| 2479 Sodankylä       | 1942 CB                  | 6 febbraio 1942   | Y. Väisälä                                             |
| 2480 Papanov         | 1976 YS1                 | 16 dicembre 1976  | L. I. Chernykh                                         |
| 2481 Bürgi           | 1977 UQ                  | 18 ottobre 1977   | P. Wild                                                |
| 2482 Perkin          | 1980 CO                  | 13 febbraio 1980  | Harvard Observatory                                    |
| 2483 Guinevere       | 1928 QB                  | 17 agosto 1928    | M. F. Wolf                                             |
| 2484 Parenago        | 1928 TK                  | 7 ottobre 1928    | G. N. Neujmin                                          |
| 2485 Scheffler       | 1932 BH                  | 29 gennaio 1932   | K. Reinmuth                                            |
| 2486 Metsähovi       | 1939 FY                  | 22 marzo 1939     | Y. Väisälä                                             |
| 2487 Juhani          | 1940 RL                  | 8 settembre 1940  | H. Alikoski                                            |
| 2488 Bryan           | 1952 UT                  | 23 ottobre 1952   | Università dell'Indiana                                |
| 2489 Suvorov         | 1975 NY                  | 11 luglio 1975    | L. I. Chernykh                                         |
| 2490 Bussolini       | 1976 AG                  | 3 gennaio 1976    | Felix Aguilar Observatory                              |
| 2491 Tvashtri        | 1977 CB                  | 15 febbraio 1977  | W. L. Sebok                                            |
| 2492 Kutuzov         | 1977 NT                  | 14 luglio 1977    | N. S. Chernykh                                         |
| 2493 Elmer           | 1978 XC                  | 1 dicembre 1978   | Harvard Observatory                                    |
| 2494 Inge            | 1981 LF                  | 4 giugno 1981     | E. Bowell                                              |
| 2495 Noviomagum      | 7071 P-L                 | 17 ottobre 1960   | C. J. van Houten, I. van Houten-Groeneveld, T. Gehrels |
| 2496 Fernandus       | 1953 TC1                 | 8 ottobre 1953    | Università dell'Indiana                                |
| 2497 Kulikovskij     | 1977 PZ1                 | 14 agosto 1977    | N. S. Chernykh                                         |
| 2498 Tsesevich       | 1977 QM3                 | 23 agosto 1977    | N. S. Chernykh                                         |
| 2499 Brunk           | 1978 VJ7                 | 7 novembre 1978   | E. F. Helin, S. J. Bus                                 |
| 2500 Alascattalo     | 1926 GC                  | 2 aprile 1926     | K. Reinmuth                                            |

## 2501-2600
| Nome                | Designazione provvisoria | Data di scoperta  | Scopritore                  |
| ------------------- | ------------------------ | ----------------- | --------------------------- |
| 2501 Lohja          | 1942 GD                  | 14 aprile 1942    | L. Oterma                   |
| 2502 Nummela        | 1943 EO                  | 3 marzo 1943      | Y. Väisälä                  |
| 2503 Liaoning       | 1965 UB1                 | 16 ottobre 1965   | Purple Mountain Observatory |
| 2504 Gaviola        | 1967 JO                  | 6 maggio 1967     | C. U. Cesco, A. R. Klemola  |
| 2505 Hebei          | 1975 UJ                  | 31 ottobre 1975   | Purple Mountain Observatory |
| 2506 Pirogov        | 1976 QG1                 | 26 agosto 1976    | N. S. Chernykh              |
| 2507 Bobone         | 1976 WB1                 | 18 novembre 1976  | Felix Aguilar Observatory   |
| 2508 Alupka         | 1977 ET1                 | 13 marzo 1977     | N. S. Chernykh              |
| 2509 Chukotka       | 1977 NG                  | 14 luglio 1977    | N. S. Chernykh              |
| 2510 Shandong       | 1979 TH                  | 10 ottobre 1979   | Purple Mountain Observatory |
| 2511 Patterson      | 1980 LM                  | 11 giugno 1980    | C. S. Shoemaker             |
| 2512 Tavastia       | 1940 GG                  | 3 aprile 1940     | Y. Väisälä                  |
| 2513 Baetslé        | 1950 SH                  | 19 settembre 1950 | S. J. Arend                 |
| 2514 Taiyuan        | 1964 TA1                 | 8 ottobre 1964    | Purple Mountain Observatory |
| 2515 Gansu          | 1964 TX1                 | 9 ottobre 1964    | Purple Mountain Observatory |
| 2516 Roman          | 1964 VY                  | 6 novembre 1964   | Università dell'Indiana     |
| 2517 Orma           | 1968 SB                  | 28 settembre 1968 | P. Wild                     |
| 2518 Rutllant       | 1974 FG                  | 22 marzo 1974     | C. Torres                   |
| 2519 Annagerman     | 1975 VD2                 | 2 novembre 1975   | T. M. Smirnova              |
| 2520 Novorossijsk   | 1976 QF1                 | 26 agosto 1976    | N. S. Chernykh              |
| 2521 Heidi          | 1979 DK                  | 28 febbraio 1979  | P. Wild                     |
| 2522 Triglav        | 1980 PP                  | 6 agosto 1980     | Z. Vávrová                  |
| 2523 Ryba           | 1980 PV                  | 6 agosto 1980     | Z. Vávrová                  |
| 2524 Budovicium     | 1981 QB1                 | 28 agosto 1981    | Z. Vávrová                  |
| 2525 O'Steen        | 1981 VG                  | 2 novembre 1981   | B. A. Skiff                 |
| 2526 Alisary        | 1979 KX                  | 19 maggio 1979    | R. M. West                  |
| 2527 Gregory        | 1981 RE                  | 3 settembre 1981  | N. G. Thomas                |
| 2528 Mohler         | 1953 TF1                 | 8 ottobre 1953    | Università dell'Indiana     |
| 2529 Rockwell Kent  | 1977 QL2                 | 21 agosto 1977    | N. S. Chernykh              |
| 2530 Shipka         | 1978 NC3                 | 9 luglio 1978     | L. I. Chernykh              |
| 2531 Cambridge      | 1980 LD                  | 11 giugno 1980    | E. Bowell                   |
| 2532 Sutton         | 1980 TU5                 | 9 ottobre 1980    | C. S. Shoemaker             |
| 2533 Fechtig        | A905 VA                  | 3 novembre 1905   | M. F. Wolf                  |
| 2534 Houzeau        | 1931 VD                  | 2 novembre 1931   | E. Delporte                 |
| 2535 Hämeenlinna    | 1939 DH                  | 17 febbraio 1939  | Y. Väisälä                  |
| 2536 Kozyrev        | 1939 PJ                  | 15 agosto 1939    | G. N. Neujmin               |
| 2537 Gilmore        | 1951 RL                  | 4 settembre 1951  | K. Reinmuth                 |
| 2538 Vanderlinden   | 1954 UD                  | 30 ottobre 1954   | S. J. Arend                 |
| 2539 Ningxia        | 1964 TS2                 | 8 ottobre 1964    | Purple Mountain Observatory |
| 2540 Blok           | 1971 TH2                 | 13 ottobre 1971   | L. I. Chernykh              |
| 2541 Edebono        | 1973 DE                  | 27 febbraio 1973  | L. Kohoutek                 |
| 2542 Calpurnia      | 1980 CF                  | 11 febbraio 1980  | E. Bowell                   |
| 2543 Machado        | 1980 LJ                  | 1 giugno 1980     | H. Debehogne                |
| 2544 Gubarev        | 1980 PS                  | 6 agosto 1980     | Z. Vávrová                  |
| 2545 Verbiest       | 1933 BB                  | 26 gennaio 1933   | E. Delporte                 |
| 2546 Libitina       | 1950 FC                  | 23 marzo 1950     | E. L. Johnson               |
| 2547 Hubei          | 1964 TC2                 | 9 ottobre 1964    | Purple Mountain Observatory |
| 2548 Leloir         | 1975 DA                  | 16 febbraio 1975  | Felix Aguilar Observatory   |
| 2549 Baker          | 1976 UB                  | 23 ottobre 1976   | Harvard Observatory         |
| 2550 Houssay        | 1976 UP20                | 21 ottobre 1976   | Felix Aguilar Observatory   |
| 2551 Decabrina      | 1976 YX1                 | 16 dicembre 1976  | L. I. Chernykh              |
| 2552 Remek          | 1978 SP                  | 24 settembre 1978 | A. Mrkos                    |
| 2553 Viljev         | 1979 FS2                 | 29 marzo 1979     | N. S. Chernykh              |
| 2554 Skiff          | 1980 OB                  | 17 luglio 1980    | E. Bowell                   |
| 2555 Thomas         | 1980 OC                  | 17 luglio 1980    | E. Bowell                   |
| 2556 Louise         | 1981 CS                  | 8 febbraio 1981   | N. G. Thomas                |
| 2557 Putnam         | 1981 SL1                 | 26 settembre 1981 | B. A. Skiff, N. G. Thomas   |
| 2558 Viv            | 1981 SP1                 | 26 settembre 1981 | N. G. Thomas                |
| 2559 Svoboda        | 1981 UH                  | 23 ottobre 1981   | A. Mrkos                    |
| 2560 Siegma         | 1932 CW                  | 14 febbraio 1932  | K. Reinmuth                 |
| 2561 Margolin       | 1969 TK2                 | 8 ottobre 1969    | L. I. Chernykh              |
| 2562 Chaliapin      | 1973 FF1                 | 27 marzo 1973     | L. V. Zhuravleva            |
| 2563 Boyarchuk      | 1977 FZ                  | 22 marzo 1977     | N. S. Chernykh              |
| 2564 Kayala         | 1977 QX                  | 19 agosto 1977    | N. S. Chernykh              |
| 2565 Grögler        | 1977 TB1                 | 12 ottobre 1977   | P. Wild                     |
| 2566 Kirghizia      | 1979 FR2                 | 29 marzo 1979     | N. S. Chernykh              |
| 2567 Elba           | 1979 KA                  | 19 maggio 1979    | O. Pizarro, G. Pizarro      |
| 2568 Maksutov       | 1980 GH                  | 13 aprile 1980    | Z. Vávrová                  |
| 2569 Madeline       | 1980 MA                  | 18 giugno 1980    | E. Bowell                   |
| 2570 Porphyro       | 1980 PG                  | 6 agosto 1980     | E. Bowell                   |
| 2571 Geisei         | 1981 UC                  | 23 ottobre 1981   | T. Seki                     |
| 2572 Annschnell     | 1950 DL                  | 17 febbraio 1950  | K. Reinmuth                 |
| 2573 Hannu Olavi    | 1953 EN                  | 10 marzo 1953     | H. Alikoski                 |
| 2574 Ladoga         | 1968 UP                  | 22 ottobre 1968   | T. M. Smirnova              |
| 2575 Bulgaria       | 1970 PL                  | 4 agosto 1970     | T. M. Smirnova              |
| 2576 Yesenin        | 1974 QL                  | 17 agosto 1974    | L. V. Zhuravleva            |
| 2577 Litva          | 1975 EE3                 | 12 marzo 1975     | N. S. Chernykh              |
| 2578 Saint-Exupéry  | 1975 VW3                 | 2 novembre 1975   | T. M. Smirnova              |
| 2579 Spartacus      | 1977 PA2                 | 14 agosto 1977    | N. S. Chernykh              |
| 2580 Smilevskia     | 1977 QP4                 | 18 agosto 1977    | N. S. Chernykh              |
| 2581 Radegast       | 1980 VX                  | 11 novembre 1980  | Z. Vávrová                  |
| 2582 Harimaya-Bashi | 1981 SA                  | 26 settembre 1981 | T. Seki                     |
| 2583 Fatyanov       | 1975 XA3                 | 3 dicembre 1975   | T. M. Smirnova              |
| 2584 Turkmenia      | 1979 FG2                 | 23 marzo 1979     | N. S. Chernykh              |
| 2585 Irpedina       | 1979 OJ15                | 21 luglio 1979    | N. S. Chernykh              |
| 2586 Matson         | 1980 LO                  | 11 giugno 1980    | C. S. Shoemaker             |
| 2587 Gardner        | 1980 OH                  | 17 luglio 1980    | E. Bowell                   |
| 2588 Flavia         | 1981 VQ                  | 2 novembre 1981   | B. A. Skiff                 |
| 2589 Daniel         | 1979 QU2                 | 22 agosto 1979    | C.-I. Lagerkvist            |
| 2590 Mourão         | 1980 KJ                  | 22 maggio 1980    | H. Debehogne                |
| 2591 Dworetsky      | 1949 PS                  | 2 agosto 1949     | K. Reinmuth                 |
| 2592 Hunan          | 1966 BW                  | 30 gennaio 1966   | Purple Mountain Observatory |
| 2593 Buryatia       | 1976 GB8                 | 2 aprile 1976     | N. S. Chernykh              |
| 2594 Acamas         | 1978 TB                  | 4 ottobre 1978    | C. T. Kowal                 |
| 2595 Gudiachvili    | 1979 KL                  | 19 maggio 1979    | R. M. West                  |
| 2596 Vainu Bappu    | 1979 KN                  | 19 maggio 1979    | R. M. West                  |
| 2597 Arthur         | 1980 PN                  | 8 agosto 1980     | E. Bowell                   |
| 2598 Merlin         | 1980 RY                  | 7 settembre 1980  | E. Bowell                   |
| 2599 Veselí         | 1980 SO                  | 29 settembre 1980 | Z. Vávrová                  |
| 2600 Lumme          | 1980 VP                  | 9 novembre 1980   | E. Bowell                   |

## 2601-2700
| Nome                | Designazione provvisoria | Data di scoperta  | Scopritore                                             |
| ------------------- | ------------------------ | ----------------- | ------------------------------------------------------ |
| 2601 Bologna        | 1980 XA                  | 8 dicembre 1980   | Osservatorio San Vittore                               |
| 2602 Moore          | 1982 BR                  | 24 gennaio 1982   | E. Bowell                                              |
| 2603 Taylor         | 1982 BW1                 | 30 gennaio 1982   | E. Bowell                                              |
| 2604 Marshak        | 1972 LD1                 | 13 giugno 1972    | T. M. Smirnova                                         |
| 2605 Sahade         | 1974 QA                  | 16 agosto 1974    | Felix Aguilar Observatory                              |
| 2606 Odessa         | 1976 GX2                 | 1 aprile 1976     | N. S. Chernykh                                         |
| 2607 Yakutia        | 1977 NR                  | 14 luglio 1977    | N. S. Chernykh                                         |
| 2608 Seneca         | 1978 DA                  | 17 febbraio 1978  | H.-E. Schuster                                         |
| 2609 Kiril-Metodi   | 1978 PB4                 | 9 agosto 1978     | N. S. Chernykh, L. I. Chernykh                         |
| 2610 Tuva           | 1978 RO1                 | 5 settembre 1978  | N. S. Chernykh                                         |
| 2611 Boyce          | 1978 VQ5                 | 7 novembre 1978   | E. F. Helin, S. J. Bus                                 |
| 2612 Kathryn        | 1979 DE                  | 28 febbraio 1979  | N. G. Thomas                                           |
| 2613 Plzeň          | 1979 QE                  | 30 agosto 1979    | Ladislav Brožek                                        |
| 2614 Torrence       | 1980 LP                  | 11 giugno 1980    | C. S. Shoemaker                                        |
| 2615 Saito          | 1951 RJ                  | 4 settembre 1951  | K. Reinmuth                                            |
| 2616 Lesya          | 1970 QV                  | 28 agosto 1970    | T. M. Smirnova                                         |
| 2617 Jiangxi        | 1975 WO1                 | 26 novembre 1975  | Purple Mountain Observatory                            |
| 2618 Coonabarabran  | 1979 MX2                 | 25 giugno 1979    | E. F. Helin, S. J. Bus                                 |
| 2619 Skalnaté Pleso | 1979 MZ3                 | 25 giugno 1979    | E. F. Helin, S. J. Bus                                 |
| 2620 Santana        | 1980 TN                  | 3 ottobre 1980    | Z. Vávrová                                             |
| 2621 Goto           | 1981 CA                  | 9 febbraio 1981   | T. Seki                                                |
| 2622 Bolzano        | 1981 CM                  | 9 febbraio 1981   | Ladislav Brožek                                        |
| 2623 Zech           | A919 SA                  | 22 settembre 1919 | K. Reinmuth                                            |
| 2624 Samitchell     | 1962 RE                  | 7 settembre 1962  | Università dell'Indiana                                |
| 2625 Jack London    | 1976 JQ2                 | 2 maggio 1976     | N. S. Chernykh                                         |
| 2626 Belnika        | 1978 PP2                 | 8 agosto 1978     | N. S. Chernykh                                         |
| 2627 Churyumov      | 1978 PP3                 | 8 agosto 1978     | N. S. Chernykh                                         |
| 2628 Kopal          | 1979 MS8                 | 25 giugno 1979    | E. F. Helin, S. J. Bus                                 |
| 2629 Rudra          | 1980 RB1                 | 13 settembre 1980 | C. T. Kowal                                            |
| 2630 Hermod         | 1980 TF3                 | 14 ottobre 1980   | Haute Provence                                         |
| 2631 Zhejiang       | 1980 TY5                 | 7 ottobre 1980    | Purple Mountain Observatory                            |
| 2632 Guizhou        | 1980 VJ1                 | 6 novembre 1980   | Purple Mountain Observatory                            |
| 2633 Bishop         | 1981 WR1                 | 24 novembre 1981  | E. Bowell                                              |
| 2634 James Bradley  | 1982 DL                  | 21 febbraio 1982  | E. Bowell                                              |
| 2635 Huggins        | 1982 DS                  | 21 febbraio 1982  | E. Bowell                                              |
| 2636 Lassell        | 1982 DZ                  | 20 febbraio 1982  | E. Bowell                                              |
| 2637 Bobrovnikoff   | A919 SB                  | 22 settembre 1919 | K. Reinmuth                                            |
| 2638 Gadolin        | 1939 SG                  | 19 settembre 1939 | Y. Väisälä                                             |
| 2639 Planman        | 1940 GN                  | 9 aprile 1940     | Y. Väisälä                                             |
| 2640 Hällström      | 1941 FN                  | 18 marzo 1941     | L. Oterma                                              |
| 2641 Lipschutz      | 1949 GJ                  | 4 aprile 1949     | Università dell'Indiana                                |
| 2642 Vésale         | 1961 RA                  | 14 settembre 1961 | S. J. Arend                                            |
| 2643 Bernhard       | 1973 SD                  | 19 settembre 1973 | T. Gehrels                                             |
| 2644 Victor Jara    | 1973 SO2                 | 22 settembre 1973 | N. S. Chernykh                                         |
| 2645 Daphne Plane   | 1976 QD                  | 30 agosto 1976    | E. F. Helin                                            |
| 2646 Abetti         | 1977 EC1                 | 13 marzo 1977     | N. S. Chernykh                                         |
| 2647 Sova           | 1980 SP                  | 29 settembre 1980 | Z. Vávrová                                             |
| 2648 Owa            | 1980 VJ                  | 8 novembre 1980   | E. Bowell                                              |
| 2649 Oongaq         | 1980 WA                  | 29 novembre 1980  | E. Bowell                                              |
| 2650 Elinor         | 1931 EG                  | 14 marzo 1931     | M. F. Wolf                                             |
| 2651 Karen          | 1949 QD                  | 28 agosto 1949    | E. L. Johnson                                          |
| 2652 Yabuuti        | 1953 GM                  | 7 aprile 1953     | K. Reinmuth                                            |
| 2653 Principia      | 1964 VP                  | 4 novembre 1964   | Università dell'Indiana                                |
| 2654 Ristenpart     | 1968 OG                  | 18 luglio 1968    | C. Torres, S. Cofré                                    |
| 2655 Guangxi        | 1974 XX                  | 14 dicembre 1974  | Purple Mountain Observatory                            |
| 2656 Evenkia        | 1979 HD5                 | 25 aprile 1979    | N. S. Chernykh                                         |
| 2657 Bashkiria      | 1979 SB7                 | 23 settembre 1979 | N. S. Chernykh                                         |
| 2658 Gingerich      | 1980 CK                  | 13 febbraio 1980  | Harvard Observatory                                    |
| 2659 Millis         | 1981 JX                  | 5 maggio 1981     | E. Bowell                                              |
| 2660 Wasserman      | 1982 FG                  | 21 marzo 1982     | E. Bowell                                              |
| 2661 Bydžovský      | 1982 FC1                 | 23 marzo 1982     | Z. Vávrová                                             |
| 2662 Kandinsky      | 4021 P-L                 | 24 settembre 1960 | C. J. van Houten, I. van Houten-Groeneveld, T. Gehrels |
| 2663 Miltiades      | 6561 P-L                 | 24 settembre 1960 | C. J. van Houten, I. van Houten-Groeneveld, T. Gehrels |
| 2664 Everhart       | 1934 RR                  | 7 settembre 1934  | K. Reinmuth                                            |
| 2665 Schrutka       | 1938 DW1                 | 24 febbraio 1938  | A. Bohrmann                                            |
| 2666 Gramme         | 1951 TA                  | 8 ottobre 1951    | S. J. Arend                                            |
| 2667 Oikawa         | 1967 UO                  | 30 ottobre 1967   | L. Kohoutek                                            |
| 2668 Tataria        | 1976 QV                  | 26 agosto 1976    | N. S. Chernykh                                         |
| 2669 Shostakovich   | 1976 YQ2                 | 16 dicembre 1976  | L. I. Chernykh                                         |
| 2670 Chuvashia      | 1977 PW1                 | 14 agosto 1977    | N. S. Chernykh                                         |
| 2671 Abkhazia       | 1977 QR2                 | 21 agosto 1977    | N. S. Chernykh                                         |
| 2672 Písek          | 1979 KC                  | 31 maggio 1979    | J. Květoň                                              |
| 2673 Lossignol      | 1980 KN                  | 22 maggio 1980    | H. Debehogne                                           |
| 2674 Pandarus       | 1982 BC3                 | 27 gennaio 1982   | Oak Ridge Observatory                                  |
| 2675 Tolkien        | 1982 GB                  | 14 aprile 1982    | M. Watt                                                |
| 2676 Aarhus         | 1933 QV                  | 25 agosto 1933    | K. Reinmuth                                            |
| 2677 Joan           | 1935 FF                  | 25 marzo 1935     | M. Laugier                                             |
| 2678 Aavasaksa      | 1938 DF1                 | 24 febbraio 1938  | Y. Väisälä                                             |
| 2679 Kittisvaara    | 1939 TG                  | 7 ottobre 1939    | Y. Väisälä                                             |
| 2680 Mateo          | 1975 NF                  | 1 luglio 1975     | Felix Aguilar Observatory                              |
| 2681 Ostrovskij     | 1975 VF2                 | 2 novembre 1975   | T. M. Smirnova                                         |
| 2682 Soromundi      | 1979 MF4                 | 25 giugno 1979    | E. F. Helin, S. J. Bus                                 |
| 2683 Brian          | 1981 AD1                 | 10 gennaio 1981   | N. G. Thomas                                           |
| 2684 Douglas        | 1981 AH1                 | 3 gennaio 1981    | N. G. Thomas                                           |
| 2685 Masursky       | 1981 JN                  | 3 maggio 1981     | E. Bowell                                              |
| 2686 Linda Susan    | 1981 JW1                 | 5 maggio 1981     | C. S. Shoemaker                                        |
| 2687 Tortali        | 1982 HG                  | 18 aprile 1982    | M. Watt                                                |
| 2688 Halley         | 1982 HG1                 | 25 aprile 1982    | E. Bowell                                              |
| 2689 Bruxelles      | 1935 CF                  | 3 febbraio 1935   | S. J. Arend                                            |
| 2690 Ristiina       | 1938 DG1                 | 24 febbraio 1938  | Y. Väisälä                                             |
| 2691 Sérsic         | 1974 KB                  | 18 maggio 1974    | Felix Aguilar Observatory                              |
| 2692 Chkalov        | 1976 YT3                 | 16 dicembre 1976  | L. I. Chernykh                                         |
| 2693 Yan'an         | 1977 VM1                 | 3 novembre 1977   | Purple Mountain Observatory                            |
| 2694 Pino Torinese  | 1979 QL1                 | 22 agosto 1979    | C.-I. Lagerkvist                                       |
| 2695 Christabel     | 1979 UE                  | 17 ottobre 1979   | E. Bowell                                              |
| 2696 Magion         | 1980 HB                  | 16 aprile 1980    | Ladislav Brožek                                        |
| 2697 Albina         | 1969 TC3                 | 9 ottobre 1969    | B. A. Burnasheva                                       |
| 2698 Azerbajdzhan   | 1971 TZ                  | 11 ottobre 1971   | Crimean Astrophysical Observatory                      |
| 2699 Kalinin        | 1976 YX                  | 16 dicembre 1976  | L. I. Chernykh                                         |
| 2700 Baikonur       | 1976 YP7                 | 20 dicembre 1976  | N. S. Chernykh                                         |

## 2701-2800
| Nome                 | Designazione provvisoria | Data di scoperta  | Scopritore                                             |
| -------------------- | ------------------------ | ----------------- | ------------------------------------------------------ |
| 2701 Cherson         | 1978 RT                  | 1 settembre 1978  | N. S. Chernykh                                         |
| 2702 Batrakov        | 1978 SZ2                 | 26 settembre 1978 | L. V. Zhuravleva                                       |
| 2703 Rodari          | 1979 FT2                 | 29 marzo 1979     | N. S. Chernykh                                         |
| 2704 Julian Loewe    | 1979 MR4                 | 25 giugno 1979    | E. F. Helin, S. J. Bus                                 |
| 2705 Wu              | 1980 TD4                 | 9 ottobre 1980    | C. S. Shoemaker                                        |
| 2706 Borovský        | 1980 VW                  | 11 novembre 1980  | Z. Vávrová                                             |
| 2707 Ueferji         | 1981 QS3                 | 28 agosto 1981    | H. Debehogne                                           |
| 2708 Burns           | 1981 WT                  | 24 novembre 1981  | E. Bowell                                              |
| 2709 Sagan           | 1982 FH                  | 21 marzo 1982     | E. Bowell                                              |
| 2710 Veverka         | 1982 FQ                  | 23 marzo 1982     | E. Bowell                                              |
| 2711 Aleksandrov     | 1978 QB2                 | 31 agosto 1978    | N. S. Chernykh                                         |
| 2712 Keaton          | 1937 YD                  | 29 dicembre 1937  | G. Kulin                                               |
| 2713 Luxembourg      | 1938 EA                  | 19 febbraio 1938  | E. Delporte                                            |
| 2714 Matti           | 1938 GC                  | 5 aprile 1938     | H. Alikoski                                            |
| 2715 Mielikki        | 1938 US                  | 22 ottobre 1938   | Y. Väisälä                                             |
| 2716 Tuulikki        | 1939 TM                  | 7 ottobre 1939    | Y. Väisälä                                             |
| 2717 Tellervo        | 1940 WJ                  | 29 novembre 1940  | L. Oterma                                              |
| 2718 Handley         | 1951 OM                  | 30 luglio 1951    | E. L. Johnson                                          |
| 2719 Suzhou          | 1965 SU                  | 22 settembre 1965 | Purple Mountain Observatory                            |
| 2720 Pyotr Pervyj    | 1972 RV3                 | 6 settembre 1972  | L. V. Zhuravleva                                       |
| 2721 Vsekhsvyatskij  | 1973 SP2                 | 22 settembre 1973 | N. S. Chernykh                                         |
| 2722 Abalakin        | 1976 GM2                 | 1 aprile 1976     | N. S. Chernykh                                         |
| 2723 Gorshkov        | 1978 QL2                 | 31 agosto 1978    | N. S. Chernykh                                         |
| 2724 Orlov           | 1978 RZ5                 | 13 settembre 1978 | N. S. Chernykh                                         |
| 2725 David Bender    | 1978 VG3                 | 7 novembre 1978   | E. F. Helin, S. J. Bus                                 |
| 2726 Kotelnikov      | 1979 SE9                 | 22 settembre 1979 | N. S. Chernykh                                         |
| 2727 Paton           | 1979 SO9                 | 22 settembre 1979 | N. S. Chernykh                                         |
| 2728 Yatskiv         | 1979 ST9                 | 22 settembre 1979 | N. S. Chernykh                                         |
| 2729 Urumqi          | 1979 UA2                 | 18 ottobre 1979   | Purple Mountain Observatory                            |
| 2730 Barks           | 1981 QH                  | 30 agosto 1981    | E. Bowell                                              |
| 2731 Cucula          | 1982 KJ                  | 21 maggio 1982    | P. Wild                                                |
| 2732 Witt            | 1926 FG                  | 19 marzo 1926     | M. F. Wolf                                             |
| 2733 Hamina          | 1938 DQ                  | 22 febbraio 1938  | Y. Väisälä                                             |
| 2734 Hašek           | 1976 GJ3                 | 1 aprile 1976     | N. S. Chernykh                                         |
| 2735 Ellen           | 1977 RB                  | 13 settembre 1977 | S. J. Bus, T. R. Lauer                                 |
| 2736 Ops             | 1979 OC                  | 23 luglio 1979    | E. Bowell                                              |
| 2737 Kotka           | 1938 DU                  | 22 febbraio 1938  | Y. Väisälä                                             |
| 2738 Viracocha       | 1940 EC                  | 12 marzo 1940     | G. Kulin                                               |
| 2739 Taguacipa       | 1952 UZ1                 | 17 ottobre 1952   | J. L. Brady                                            |
| 2740 Tsoj            | 1974 SY4                 | 26 settembre 1974 | L. V. Zhuravleva                                       |
| 2741 Valdivia        | 1975 XG                  | 1 dicembre 1975   | C. Torres, S. Barros                                   |
| 2742 Gibson          | 1981 JG3                 | 6 maggio 1981     | C. S. Shoemaker                                        |
| 2743 Chengdu         | 1965 WR                  | 21 novembre 1965  | Purple Mountain Observatory                            |
| 2744 Birgitta        | 1975 RB                  | 4 settembre 1975  | C.-I. Lagerkvist                                       |
| 2745 San Martín      | 1976 SR10                | 25 settembre 1976 | Felix Aguilar Observatory                              |
| 2746 Hissao          | 1979 SJ9                 | 22 settembre 1979 | N. S. Chernykh                                         |
| 2747 Český Krumlov   | 1980 DW                  | 19 febbraio 1980  | A. Mrkos                                               |
| 2748 Patrick Gene    | 1981 JF2                 | 5 maggio 1981     | C. S. Shoemaker                                        |
| 2749 Walterhorn      | 1937 TD                  | 11 ottobre 1937   | K. Reinmuth                                            |
| 2750 Loviisa         | 1940 YK                  | 30 dicembre 1940  | Y. Väisälä                                             |
| 2751 Campbell        | 1962 RP                  | 7 settembre 1962  | Università dell'Indiana                                |
| 2752 Wu Chien-Shiung | 1965 SP                  | 20 settembre 1965 | Purple Mountain Observatory                            |
| 2753 Duncan          | 1966 DH                  | 18 febbraio 1966  | Università dell'Indiana                                |
| 2754 Efimov          | 1966 PD                  | 13 agosto 1966    | T. M. Smirnova                                         |
| 2755 Avicenna        | 1973 SJ43                | 26 settembre 1973 | L. I. Chernykh                                         |
| 2756 Dzhangar        | 1974 SG1                 | 19 settembre 1974 | L. I. Chernykh                                         |
| 2757 Crisser         | 1977 VN                  | 11 novembre 1977  | S. Barros                                              |
| 2758 Cordelia        | 1978 RF                  | 1 settembre 1978  | N. S. Chernykh                                         |
| 2759 Idomeneus       | 1980 GC                  | 14 aprile 1980    | E. Bowell                                              |
| 2760 Kacha           | 1980 TU6                 | 8 ottobre 1980    | L. V. Zhuravleva                                       |
| 2761 Eddington       | 1981 AE                  | 1 gennaio 1981    | E. Bowell                                              |
| 2762 Fowler          | 1981 AT                  | 14 gennaio 1981   | E. Bowell                                              |
| 2763 Jeans           | 1982 OG                  | 24 luglio 1982    | E. Bowell                                              |
| 2764 Moeller         | 1981 CN                  | 8 febbraio 1981   | N. G. Thomas                                           |
| 2765 Dinant          | 1981 EY                  | 4 marzo 1981      | H. Debehogne, G. DeSanctis                             |
| 2766 Leeuwenhoek     | 1982 FE1                 | 23 marzo 1982     | Z. Vávrová                                             |
| 2767 Takenouchi      | 1967 UM                  | 30 ottobre 1967   | L. Kohoutek                                            |
| 2768 Gorky           | 1972 RX3                 | 6 settembre 1972  | L. V. Zhuravleva                                       |
| 2769 Mendeleev       | 1976 GZ2                 | 1 aprile 1976     | N. S. Chernykh                                         |
| 2770 Tsvet           | 1977 SM1                 | 19 settembre 1977 | N. S. Chernykh                                         |
| 2771 Polzunov        | 1978 SP7                 | 26 settembre 1978 | L. V. Zhuravleva                                       |
| 2772 Dugan           | 1979 XE                  | 14 dicembre 1979  | E. Bowell                                              |
| 2773 Brooks          | 1981 JZ2                 | 6 maggio 1981     | C. S. Shoemaker                                        |
| 2774 Tenojoki        | 1942 TJ                  | 3 ottobre 1942    | L. Oterma                                              |
| 2775 Odishaw         | 1953 TX2                 | 14 ottobre 1953   | Università dell'Indiana                                |
| 2776 Baikal          | 1976 SZ7                 | 25 settembre 1976 | N. S. Chernykh                                         |
| 2777 Shukshin        | 1979 SY11                | 24 settembre 1979 | N. S. Chernykh                                         |
| 2778 Tangshan        | 1979 XP                  | 14 dicembre 1979  | Purple Mountain Observatory                            |
| 2779 Mary            | 1981 CX                  | 6 febbraio 1981   | N. G. Thomas                                           |
| 2780 Monnig          | 1981 DO2                 | 28 febbraio 1981  | S. J. Bus                                              |
| 2781 Kleczek         | 1982 QH                  | 19 agosto 1982    | Z. Vávrová                                             |
| 2782 Leonidas        | 2605 P-L                 | 24 settembre 1960 | C. J. van Houten, I. van Houten-Groeneveld, T. Gehrels |
| 2783 Chernyshevskij  | 1974 RA2                 | 14 settembre 1974 | N. S. Chernykh                                         |
| 2784 Domeyko         | 1975 GA                  | 15 aprile 1975    | C. Torres                                              |
| 2785 Sedov           | 1978 QN2                 | 31 agosto 1978    | N. S. Chernykh                                         |
| 2786 Grinevia        | 1978 RR5                 | 6 settembre 1978  | N. S. Chernykh                                         |
| 2787 Tovarishch      | 1978 RC6                 | 13 settembre 1978 | N. S. Chernykh                                         |
| 2788 Andenne         | 1981 EL                  | 1 marzo 1981      | H. Debehogne, G. DeSanctis                             |
| 2789 Foshan          | 1956 XA                  | 6 dicembre 1956   | Purple Mountain Observatory                            |
| 2790 Needham         | 1965 UU1                 | 19 ottobre 1965   | Purple Mountain Observatory                            |
| 2791 Paradise        | 1977 CA                  | 13 febbraio 1977  | S. J. Bus                                              |
| 2792 Ponomarev       | 1977 EY1                 | 13 marzo 1977     | N. S. Chernykh                                         |
| 2793 Valdaj          | 1977 QV                  | 19 agosto 1977    | N. S. Chernykh                                         |
| 2794 Kulik           | 1978 PS3                 | 8 agosto 1978     | N. S. Chernykh                                         |
| 2795 Lepage          | 1979 YM                  | 16 dicembre 1979  | H. Debehogne, E. R. Netto                              |
| 2796 Kron            | 1980 EC                  | 13 marzo 1980     | E. Bowell                                              |
| 2797 Teucer          | 1981 LK                  | 4 giugno 1981     | E. Bowell                                              |
| 2798 Vergilius       | 2009 P-L                 | 24 settembre 1960 | C. J. van Houten, I. van Houten-Groeneveld, T. Gehrels |
| 2799 Justus          | 3071 P-L                 | 25 settembre 1960 | C. J. van Houten, I. van Houten-Groeneveld, T. Gehrels |
| 2800 Ovidius         | 4585 P-L                 | 24 settembre 1960 | C. J. van Houten, I. van Houten-Groeneveld, T. Gehrels |

## 2801-2900
| Nome                | Designazione provvisoria | Data di scoperta  | Scopritore                                             |
| ------------------- | ------------------------ | ----------------- | ------------------------------------------------------ |
| 2801 Huygens        | 1935 SU1                 | 28 settembre 1935 | H. van Gent                                            |
| 2802 Weisell        | 1939 BU                  | 19 gennaio 1939   | Y. Väisälä                                             |
| 2803 Vilho          | 1940 WG                  | 29 novembre 1940  | L. Oterma                                              |
| 2804 Yrjö           | 1941 HF                  | 19 aprile 1941    | L. Oterma                                              |
| 2805 Kalle          | 1941 UM                  | 15 ottobre 1941   | L. Oterma                                              |
| 2806 Graz           | 1953 GG                  | 7 aprile 1953     | K. Reinmuth                                            |
| 2807 Karl Marx      | 1969 TH6                 | 15 ottobre 1969   | L. I. Chernykh                                         |
| 2808 Belgrano       | 1976 HS                  | 23 aprile 1976    | Felix Aguilar Observatory                              |
| 2809 Vernadskij     | 1978 QW2                 | 31 agosto 1978    | N. S. Chernykh                                         |
| 2810 Lev Tolstoj    | 1978 RU5                 | 13 settembre 1978 | N. S. Chernykh                                         |
| 2811 Střemchoví     | 1980 JA                  | 10 maggio 1980    | A. Mrkos                                               |
| 2812 Scaltriti      | 1981 FN                  | 30 marzo 1981     | E. Bowell                                              |
| 2813 Zappalà        | 1981 WZ                  | 24 novembre 1981  | E. Bowell                                              |
| 2814 Vieira         | 1982 FA3                 | 18 marzo 1982     | H. Debehogne                                           |
| 2815 Soma           | 1982 RL                  | 15 settembre 1982 | E. Bowell                                              |
| 2816 Pien           | 1982 SO                  | 22 settembre 1982 | E. Bowell                                              |
| 2817 Perec          | 1982 UJ                  | 17 ottobre 1982   | E. Bowell                                              |
| 2818 Juvenalis      | 2580 P-L                 | 24 settembre 1960 | C. J. van Houten, I. van Houten-Groeneveld, T. Gehrels |
| 2819 Ensor          | 1933 UR                  | 20 ottobre 1933   | E. Delporte                                            |
| 2820 Iisalmi        | 1942 RU                  | 8 settembre 1942  | Y. Väisälä                                             |
| 2821 Slávka         | 1978 SQ                  | 24 settembre 1978 | Z. Vávrová                                             |
| 2822 Sacajawea      | 1980 EG                  | 14 marzo 1980     | E. Bowell                                              |
| 2823 van der Laan   | 2010 P-L                 | 24 settembre 1960 | C. J. van Houten, I. van Houten-Groeneveld, T. Gehrels |
| 2824 Franke         | 1934 CZ                  | 4 febbraio 1934   | K. Reinmuth                                            |
| 2825 Crosby         | 1938 SD1                 | 19 settembre 1938 | C. Jackson                                             |
| 2826 Ahti           | 1939 UJ                  | 18 ottobre 1939   | Y. Väisälä                                             |
| 2827 Vellamo        | 1942 CC                  | 11 febbraio 1942  | L. Oterma                                              |
| 2828 Iku-Turso      | 1942 DL                  | 18 febbraio 1942  | L. Oterma                                              |
| 2829 Bobhope        | 1948 PK                  | 9 agosto 1948     | E. L. Johnson                                          |
| 2830 Greenwich      | 1980 GA                  | 14 aprile 1980    | E. Bowell                                              |
| 2831 Stevin         | 1930 SZ                  | 17 settembre 1930 | H. van Gent                                            |
| 2832 Lada           | 1975 EC1                 | 6 marzo 1975      | N. S. Chernykh                                         |
| 2833 Radishchev     | 1978 PC4                 | 9 agosto 1978     | L. I. Chernykh, N. S. Chernykh                         |
| 2834 Christy Carol  | 1980 TB4                 | 9 ottobre 1980    | C. S. Shoemaker                                        |
| 2835 Ryoma          | 1982 WF                  | 20 novembre 1982  | T. Seki                                                |
| 2836 Sobolev        | 1978 YQ                  | 22 dicembre 1978  | N. S. Chernykh                                         |
| 2837 Griboedov      | 1971 TJ2                 | 13 ottobre 1971   | L. I. Chernykh                                         |
| 2838 Takase         | 1971 UM1                 | 26 ottobre 1971   | L. Kohoutek                                            |
| 2839 Annette        | 1929 TP                  | 5 ottobre 1929    | C. W. Tombaugh                                         |
| 2840 Kallavesi      | 1941 UP                  | 15 ottobre 1941   | L. Oterma                                              |
| 2841 Puijo          | 1943 DM                  | 26 febbraio 1943  | L. Oterma                                              |
| 2842 Unsöld         | 1950 OD                  | 25 luglio 1950    | Università dell'Indiana                                |
| 2843 Yeti           | 1975 XQ                  | 7 dicembre 1975   | P. Wild                                                |
| 2844 Hess           | 1981 JP                  | 3 maggio 1981     | E. Bowell                                              |
| 2845 Franklinken    | 1981 OF                  | 26 luglio 1981    | E. Bowell                                              |
| 2846 Ylppö          | 1942 CJ                  | 12 febbraio 1942  | L. Oterma                                              |
| 2847 Parvati        | 1959 CC1                 | 1 febbraio 1959   | LONEOS                                                 |
| 2848 ASP            | 1959 VF                  | 8 novembre 1959   | Università dell'Indiana                                |
| 2849 Shklovskij     | 1976 GN3                 | 1 aprile 1976     | N. S. Chernykh                                         |
| 2850 Mozhaiskij     | 1978 TM7                 | 2 ottobre 1978    | L. V. Zhuravleva                                       |
| 2851 Harbin         | 1978 UQ2                 | 30 ottobre 1978   | Purple Mountain Observatory                            |
| 2852 Declercq       | 1981 QU2                 | 23 agosto 1981    | H. Debehogne                                           |
| 2853 Harvill        | 1963 RG                  | 14 settembre 1963 | Università dell'Indiana                                |
| 2854 Rawson         | 1964 JE                  | 6 maggio 1964     | D. McLeish                                             |
| 2855 Bastian        | 1931 TB2                 | 10 ottobre 1931   | K. Reinmuth                                            |
| 2856 Röser          | 1933 GB                  | 14 aprile 1933    | K. Reinmuth                                            |
| 2857 NOT            | 1942 DA                  | 17 febbraio 1942  | L. Oterma                                              |
| 2858 Carlosporter   | 1975 XB                  | 1 dicembre 1975   | C. Torres, S. Barros                                   |
| 2859 Paganini       | 1978 RW1                 | 5 settembre 1978  | N. S. Chernykh                                         |
| 2860 Pasacentennium | 1978 TA                  | 8 ottobre 1978    | E. F. Helin                                            |
| 2861 Lambrecht      | 1981 VL2                 | 3 novembre 1981   | F. Börngen, K. Kirsch                                  |
| 2862 Vavilov        | 1977 JP                  | 15 maggio 1977    | N. S. Chernykh                                         |
| 2863 Ben Mayer      | 1981 QG2                 | 30 agosto 1981    | E. Bowell                                              |
| 2864 Soderblom      | 1983 AZ                  | 12 gennaio 1983   | B. A. Skiff                                            |
| 2865 Laurel         | 1935 OK                  | 31 luglio 1935    | C. Jackson                                             |
| 2866 Hardy          | 1961 TA                  | 7 ottobre 1961    | S. J. Arend                                            |
| 2867 Šteins         | 1969 VC                  | 4 novembre 1969   | N. S. Chernykh                                         |
| 2868 Upupa          | 1972 UA                  | 30 ottobre 1972   | P. Wild                                                |
| 2869 Nepryadva      | 1980 RM2                 | 7 settembre 1980  | N. S. Chernykh                                         |
| 2870 Haupt          | 1981 LD                  | 4 giugno 1981     | E. Bowell                                              |
| 2871 Schober        | 1981 QC2                 | 30 agosto 1981    | E. Bowell                                              |
| 2872 Gentelec       | 1981 RU                  | 5 settembre 1981  | Oak Ridge Observatory                                  |
| 2873 Binzel         | 1982 FR                  | 28 marzo 1982     | E. Bowell                                              |
| 2874 Jim Young      | 1982 TH                  | 13 ottobre 1982   | E. Bowell                                              |
| 2875 Lagerkvist     | 1983 CL                  | 11 febbraio 1983  | E. Bowell                                              |
| 2876 Aeschylus      | 6558 P-L                 | 24 settembre 1960 | C. J. van Houten, I. van Houten-Groeneveld, T. Gehrels |
| 2877 Likhachev      | 1969 TR2                 | 8 ottobre 1969    | L. I. Chernykh                                         |
| 2878 Panacea        | 1980 RX                  | 7 settembre 1980  | E. Bowell                                              |
| 2879 Shimizu        | 1932 CB1                 | 14 febbraio 1932  | K. Reinmuth                                            |
| 2880 Nihondaira     | 1983 CA                  | 8 febbraio 1983   | T. Seki                                                |
| 2881 Meiden         | 1983 AA1                 | 12 gennaio 1983   | B. A. Skiff                                            |
| 2882 Tedesco        | 1981 OG                  | 26 luglio 1981    | E. Bowell                                              |
| 2883 Barabashov     | 1978 RG6                 | 13 settembre 1978 | N. S. Chernykh                                         |
| 2884 Reddish        | 1981 ES22                | 2 marzo 1981      | S. J. Bus                                              |
| 2885 Palva          | 1939 TC                  | 7 ottobre 1939    | Y. Väisälä                                             |
| 2886 Tinkaping      | 1965 YG                  | 20 dicembre 1965  | Purple Mountain Observatory                            |
| 2887 Krinov         | 1977 QD5                 | 22 agosto 1977    | N. S. Chernykh                                         |
| 2888 Hodgson        | 1982 TO                  | 13 ottobre 1982   | E. Bowell                                              |
| 2889 Brno           | 1981 WT1                 | 17 novembre 1981  | A. Mrkos                                               |
| 2890 Vilyujsk       | 1978 SY7                 | 26 settembre 1978 | L. V. Zhuravleva                                       |
| 2891 McGetchin      | 1980 MD                  | 18 giugno 1980    | C. S. Shoemaker                                        |
| 2892 Filipenko      | 1983 AX2                 | 13 gennaio 1983   | L. G. Karachkina                                       |
| 2893 Peiroos        | 1975 QD                  | 30 agosto 1975    | Felix Aguilar Observatory                              |
| 2894 Kakhovka       | 1978 SH5                 | 27 settembre 1978 | L. I. Chernykh                                         |
| 2895 Memnon         | 1981 AE1                 | 10 gennaio 1981   | N. G. Thomas                                           |
| 2896 Preiss         | 1931 RN                  | 15 settembre 1931 | K. Reinmuth                                            |
| 2897 Ole Römer      | 1932 CK                  | 5 febbraio 1932   | K. Reinmuth                                            |
| 2898 Neuvo          | 1938 DN                  | 20 febbraio 1938  | Y. Väisälä                                             |
| 2899 Runrun Shaw    | 1964 TR2                 | 8 ottobre 1964    | Purple Mountain Observatory                            |
| 2900 Luboš Perek    | 1972 AR                  | 14 gennaio 1972   | L. Kohoutek                                            |

## 2901-3000
| Nome              | Designazione provvisoria | Data di scoperta  | Scopritore                                             |
| ----------------- | ------------------------ | ----------------- | ------------------------------------------------------ |
| 2901 Bagehot      | 1973 DP                  | 27 febbraio 1973  | L. Kohoutek                                            |
| 2902 Westerlund   | 1980 FN3                 | 16 marzo 1980     | C.-I. Lagerkvist                                       |
| 2903 Zhuhai       | 1981 UV9                 | 23 ottobre 1981   | Purple Mountain Observatory                            |
| 2904 Millman      | 1981 YB                  | 20 dicembre 1981  | E. Bowell                                              |
| 2905 Plaskett     | 1982 BZ2                 | 24 gennaio 1982   | E. Bowell                                              |
| 2906 Caltech      | 1983 AE2                 | 13 gennaio 1983   | C. S. Shoemaker                                        |
| 2907 Nekrasov     | 1975 TT2                 | 3 ottobre 1975    | L. I. Chernykh                                         |
| 2908 Shimoyama    | 1981 WA                  | 18 novembre 1981  | T. Furuta                                              |
| 2909 Hoshi-no-ie  | 1983 JA                  | 9 maggio 1983     | S. Sei                                                 |
| 2910 Yoshkar-Ola  | 1980 TK13                | 11 ottobre 1980   | N. S. Chernykh                                         |
| 2911 Miahelena    | 1938 GJ                  | 8 aprile 1938     | H. Alikoski                                            |
| 2912 Lapalma      | 1942 DM                  | 18 febbraio 1942  | L. Oterma                                              |
| 2913 Horta        | 1931 TK                  | 12 ottobre 1931   | E. Delporte                                            |
| 2914 Glärnisch    | 1965 SB                  | 19 settembre 1965 | P. Wild                                                |
| 2915 Moskvina     | 1977 QY2                 | 22 agosto 1977    | N. S. Chernykh                                         |
| 2916 Voronveliya  | 1978 PW2                 | 8 agosto 1978     | N. S. Chernykh                                         |
| 2917 Sawyer Hogg  | 1980 RR                  | 2 settembre 1980  | E. Bowell                                              |
| 2918 Salazar      | 1980 TU4                 | 9 ottobre 1980    | C. S. Shoemaker                                        |
| 2919 Dali         | 1981 EX18                | 2 marzo 1981      | S. J. Bus                                              |
| 2920 Automedon    | 1981 JR                  | 3 maggio 1981     | E. Bowell                                              |
| 2921 Sophocles    | 6525 P-L                 | 24 settembre 1960 | C. J. van Houten, I. van Houten-Groeneveld, T. Gehrels |
| 2922 Dikan'ka     | 1976 GY1                 | 1 aprile 1976     | N. S. Chernykh                                         |
| 2923 Schuyler     | 1977 DA                  | 22 febbraio 1977  | Harvard Observatory                                    |
| 2924 Mitake-mura  | 1977 DJ2                 | 18 febbraio 1977  | H. Kosai, K. Hurukawa                                  |
| 2925 Beatty       | 1978 VC5                 | 7 novembre 1978   | E. F. Helin, S. J. Bus                                 |
| 2926 Caldeira     | 1980 KG                  | 22 maggio 1980    | H. Debehogne                                           |
| 2927 Alamosa      | 1981 TM                  | 5 ottobre 1981    | N. G. Thomas                                           |
| 2928 Epstein      | 1976 GN8                 | 5 aprile 1976     | Felix Aguilar Observatory                              |
| 2929 Harris       | 1982 BK1                 | 24 gennaio 1982   | E. Bowell                                              |
| 2930 Euripides    | 6554 P-L                 | 24 settembre 1960 | C. J. van Houten, I. van Houten-Groeneveld, T. Gehrels |
| 2931 Mayakovsky   | 1969 UC                  | 16 ottobre 1969   | L. I. Chernykh                                         |
| 2932 Kempchinsky  | 1980 TK4                 | 9 ottobre 1980    | C. S. Shoemaker                                        |
| 2933 Amber        | 1983 HN                  | 18 aprile 1983    | N. G. Thomas                                           |
| 2934 Aristophanes | 4006 P-L                 | 25 settembre 1960 | C. J. van Houten, I. van Houten-Groeneveld, T. Gehrels |
| 2935 Naerum       | 1976 UU                  | 24 ottobre 1976   | R. M. West                                             |
| 2936 Nechvíle     | 1979 SF                  | 17 settembre 1979 | A. Mrkos                                               |
| 2937 Gibbs        | 1980 LA                  | 14 giugno 1980    | E. Bowell                                              |
| 2938 Hopi         | 1980 LB                  | 14 giugno 1980    | E. Bowell                                              |
| 2939 Coconino     | 1982 DP                  | 21 febbraio 1982  | E. Bowell                                              |
| 2940 Bacon        | 3042 P-L                 | 24 settembre 1960 | C. J. van Houten, I. van Houten-Groeneveld, T. Gehrels |
| 2941 Alden        | 1930 YV                  | 24 dicembre 1930  | C. W. Tombaugh                                         |
| 2942 Cordie       | 1932 BG                  | 29 gennaio 1932   | K. Reinmuth                                            |
| 2943 Heinrich     | 1933 QU                  | 25 agosto 1933    | K. Reinmuth                                            |
| 2944 Peyo         | 1935 QF                  | 31 agosto 1935    | K. Reinmuth                                            |
| 2945 Zanstra      | 1935 ST1                 | 28 settembre 1935 | H. van Gent                                            |
| 2946 Muchachos    | 1941 UV                  | 15 ottobre 1941   | L. Oterma                                              |
| 2947 Kippenhahn   | 1955 QP1                 | 22 agosto 1955    | I. van Houten-Groeneveld                               |
| 2948 Amosov       | 1969 TD2                 | 8 ottobre 1969    | L. I. Chernykh                                         |
| 2949 Kaverznev    | 1970 PR                  | 9 agosto 1970     | Crimean Astrophysical Observatory                      |
| 2950 Rousseau     | 1974 VQ2                 | 9 novembre 1974   | P. Wild                                                |
| 2951 Perepadin    | 1977 RB8                 | 13 settembre 1977 | N. S. Chernykh                                         |
| 2952 Lilliputia   | 1979 SF2                 | 22 settembre 1979 | N. S. Chernykh                                         |
| 2953 Vysheslavia  | 1979 SV11                | 24 settembre 1979 | N. S. Chernykh                                         |
| 2954 Delsemme     | 1982 BT1                 | 30 gennaio 1982   | E. Bowell                                              |
| 2955 Newburn      | 1982 BX1                 | 30 gennaio 1982   | E. Bowell                                              |
| 2956 Yeomans      | 1982 HN1                 | 28 aprile 1982    | E. Bowell                                              |
| 2957 Tatsuo       | 1934 CB1                 | 5 febbraio 1934   | K. Reinmuth                                            |
| 2958 Arpetito     | 1981 DG                  | 28 febbraio 1981  | H. Debehogne, G. DeSanctis                             |
| 2959 Scholl       | 1983 RE2                 | 4 settembre 1983  | E. Bowell                                              |
| 2960 Ohtaki       | 1977 DK3                 | 18 febbraio 1977  | H. Kosai, K. Hurukawa                                  |
| 2961 Katsurahama  | 1982 XA                  | 7 dicembre 1982   | T. Seki                                                |
| 2962 Otto         | 1940 YF                  | 28 dicembre 1940  | Y. Väisälä                                             |
| 2963 Chen Jiageng | 1964 VM1                 | 9 novembre 1964   | Purple Mountain Observatory                            |
| 2964 Jaschek      | 1974 OA1                 | 16 luglio 1974    | Felix Aguilar Observatory                              |
| 2965 Surikov      | 1975 BX                  | 18 gennaio 1975   | L. I. Chernykh                                         |
| 2966 Korsunia     | 1977 EB2                 | 13 marzo 1977     | N. S. Chernykh                                         |
| 2967 Vladisvyat   | 1977 SS1                 | 19 settembre 1977 | N. S. Chernykh                                         |
| 2968 Iliya        | 1978 QJ                  | 31 agosto 1978    | N. S. Chernykh                                         |
| 2969 Mikula       | 1978 RU1                 | 5 settembre 1978  | N. S. Chernykh                                         |
| 2970 Pestalozzi   | 1978 UC                  | 27 ottobre 1978   | P. Wild                                                |
| 2971 Mohr         | 1980 YL                  | 30 dicembre 1980  | A. Mrkos                                               |
| 2972 Niilo        | 1939 TB                  | 7 ottobre 1939    | Y. Väisälä                                             |
| 2973 Paola        | 1951 AJ                  | 10 gennaio 1951   | S. J. Arend                                            |
| 2974 Holden       | 1955 QK                  | 23 agosto 1955    | Università dell'Indiana                                |
| 2975 Spahr        | 1970 AF1                 | 8 gennaio 1970    | H. Potter, A. Lokalov                                  |
| 2976 Lautaro      | 1974 HR                  | 22 aprile 1974    | C. Torres                                              |
| 2977 Chivilikhin  | 1974 SP                  | 19 settembre 1974 | L. I. Chernykh                                         |
| 2978 Roudebush    | 1978 SR                  | 26 settembre 1978 | Harvard Observatory                                    |
| 2979 Murmansk     | 1978 TB7                 | 2 ottobre 1978    | L. V. Zhuravleva                                       |
| 2980 Cameron      | 1981 EU17                | 2 marzo 1981      | S. J. Bus                                              |
| 2981 Chagall      | 1981 EE20                | 2 marzo 1981      | S. J. Bus                                              |
| 2982 Muriel       | 1981 JA3                 | 6 maggio 1981     | C. S. Shoemaker                                        |
| 2983 Poltava      | 1981 RW2                 | 2 settembre 1981  | N. S. Chernykh                                         |
| 2984 Chaucer      | 1981 YD                  | 30 dicembre 1981  | E. Bowell                                              |
| 2985 Shakespeare  | 1983 TV1                 | 12 ottobre 1983   | E. Bowell                                              |
| 2986 Mrinalini    | 2525 P-L                 | 24 settembre 1960 | C. J. van Houten, I. van Houten-Groeneveld, T. Gehrels |
| 2987 Sarabhai     | 4583 P-L                 | 24 settembre 1960 | C. J. van Houten, I. van Houten-Groeneveld, T. Gehrels |
| 2988 Korhonen     | 1943 EM                  | 1 marzo 1943      | L. Oterma                                              |
| 2989 Imago        | 1976 UF1                 | 22 ottobre 1976   | P. Wild                                                |
| 2990 Trimberger   | 1981 EN27                | 2 marzo 1981      | S. J. Bus                                              |
| 2991 Bilbo        | 1982 HV                  | 21 aprile 1982    | M. Watt                                                |
| 2992 Vondel       | 2540 P-L                 | 24 settembre 1960 | C. J. van Houten, I. van Houten-Groeneveld, T. Gehrels |
| 2993 Wendy        | 1970 PA                  | 4 agosto 1970     | Perth Observatory                                      |
| 2994 Flynn        | 1975 PA                  | 14 agosto 1975    | Perth Observatory                                      |
| 2995 Taratuta     | 1978 QK                  | 31 agosto 1978    | N. S. Chernykh                                         |
| 2996 Bowman       | 1954 RJ                  | 5 settembre 1954  | Università dell'Indiana                                |
| 2997 Cabrera      | 1974 MJ                  | 17 giugno 1974    | Felix Aguilar Observatory                              |
| 2998 Berendeya    | 1975 TR3                 | 3 ottobre 1975    | L. I. Chernykh                                         |
| 2999 Dante        | 1981 CY                  | 6 febbraio 1981   | N. G. Thomas                                           |
| 3000 Leonardo     | 1981 EG19                | 2 marzo 1981      | S. J. Bus                                              |